# Maignelay-Montigny
Pour les articles homonymes, voir Montigny.
Maignelay-Montigny est une commune française située dans le département de l'Oise en région Hauts-de-France. 

## Géographie

### Localisation

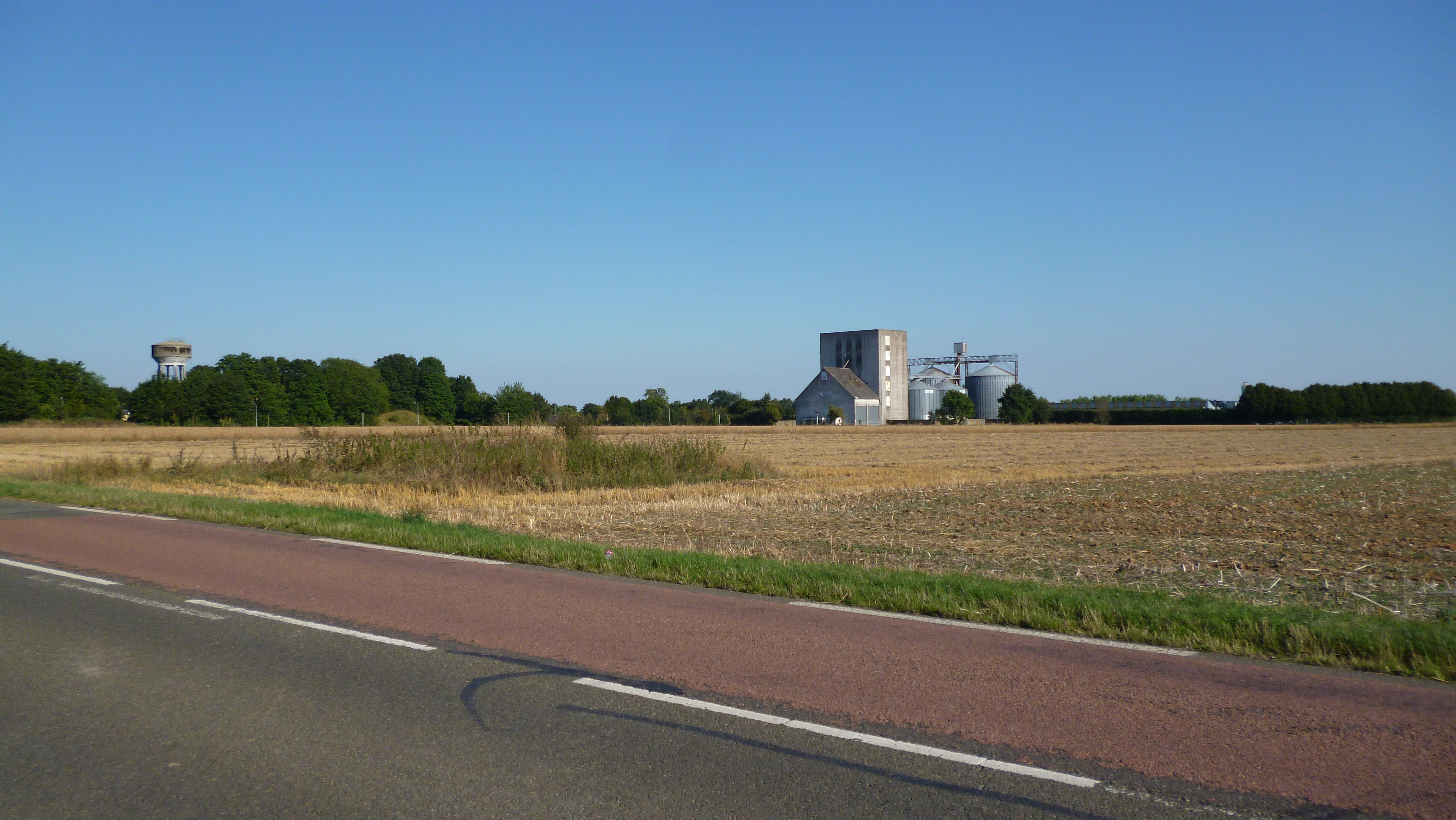
Maignelay-Montigny (Oise) vue depuis la D938.

Maignelay-Montigny est un bourg du Plateau Picard située dans le Beauvaisis, au nord du département de l'Oise, à mi-chemin de Beauvais et de Compiègne.
La commune est la ville-centre de son unité urbaine et se trouve dans la zone d'emploi de Creil ainsi que dans le bassin de vie de Saint-Just-en-Chaussée.

### Communes limitrophes
Les communes limitrophes sont Brunvillers-la-Motte, Coivrel, Crèvecœur-le-Petit, Ferrières, Godenvillers, Plainval, Ravenel, Sains-Morainvillers et Saint-Martin-aux-Bois.
| Sains-Morainvillers  | Ferrières Crèvecœur-le-Petit | Godenvillers          |
| Brunvillers-la-Motte | Maignelay-Montigny           | Coivrel               |
| Plainval             | Ravenel                      | Saint-Martin-aux-Bois |

### Géologie et relief
La commune s'étend sur une large plaine à vocation agricole parsemée de nombreux bois. Ce territoire dans l'ensemble assez plat, parcouru par quelques vallons ou anciennes vallées sèches, a une altitude moyenne pas très élevée (de 119 mètres, au-dessus du niveau de la mer à l'église Sainte-Marie-Madeleine à 105 mètres à l'église Saint-Martin de Montigny).
En 1839, Louis Graves indiquait que Maignelay était un « bourg [...] situé dans la région moyenne du canton, et dans le voisinage de sa limite orientale ; sen territoire constitue une large plaine entre les versans qui se rendent vers le département de la Somme, et ceux qui tendent au midi vers le bassin de l'Oise. Son périmètre affecte une figure ovate irrégulière dont le grand diamètre est dirigé du nord au midi, Il n'y a ni ruisseau ni source dans l'étendue du pays », et, pour Montigny, son « territoire constitue une plaine traversée par un ravin dont les nombreuses ramifications vers le sud-ouest et le nord-est impriment au pays un aspect tourmenté. Il est dépourvu d'eau courante »

### Hydrographie

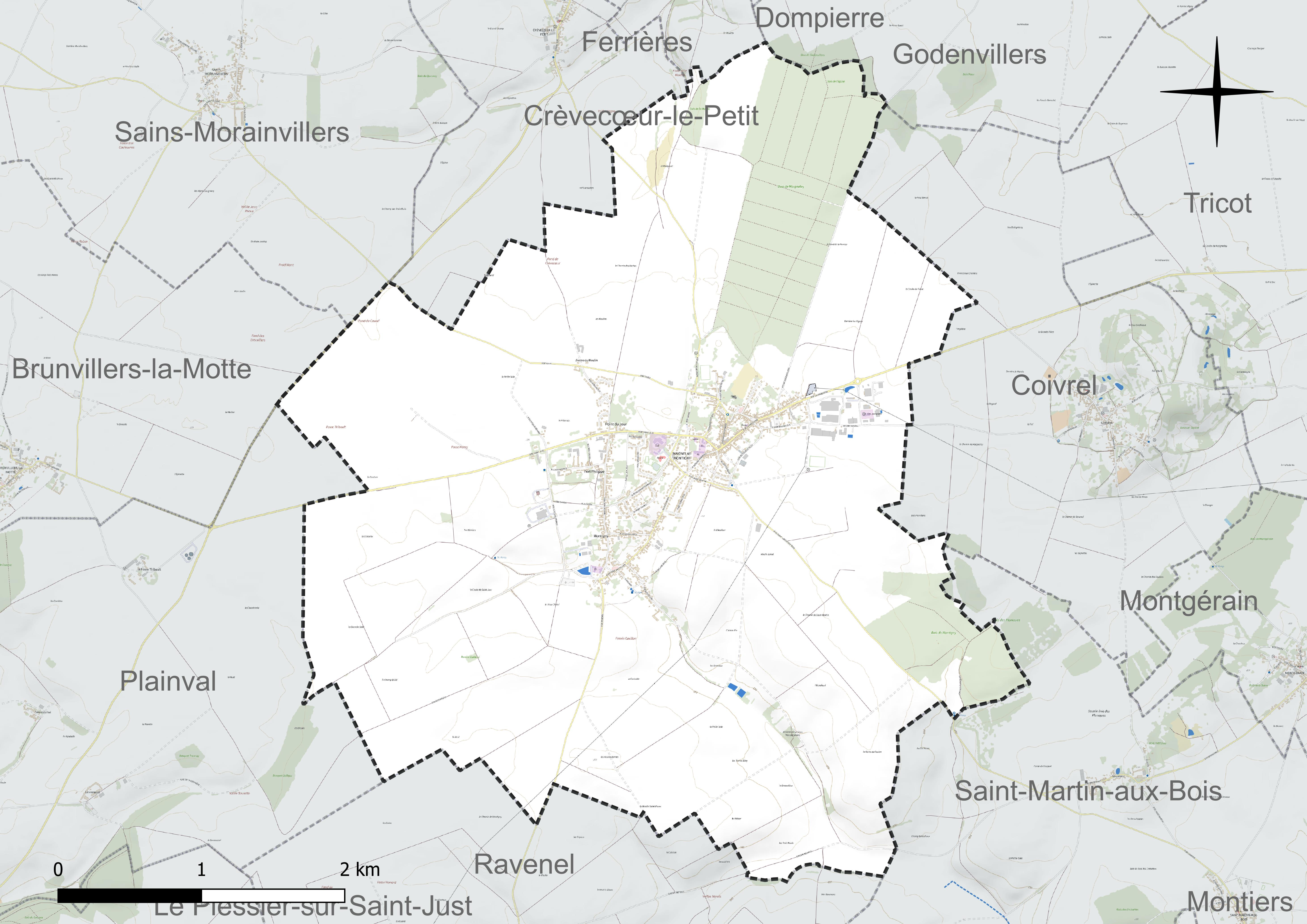
Réseau hydrographique de Maignelay-Montigny.

La commune est traversée par la ligne de partage des eaux entre les bassins hydrographiques Artois-Picardie et Seine-Normandie.
Elle n'est drainée par aucun cours d'eau.
La commune de Maignelay-Montigny, dépourvue de rivières, possède toutefois la curieuse particularité d'être située sur la ligne de partage des eaux, entre le bassin de l'Oise et celui de la Somme. De sorte que si le territoire (y compris l'ensemble du canton) est pauvre en eaux superficielles, il n'en est pas de même pour les eaux souterraines, abondantes, qui se trouvent souvent à une grande profondeur. D'où l'existence à Maignelay-Montigny de deux stations de pompage importantes, celle du  Bois des Planiques  et celle du  Pont Maillet  pour l'alimentation en eau potable[réf. nécessaire].
Ce problème d'alimentation en eau se pose de manière assez semblable dans les autres communes du canton de Maignelay et, en partie, sur l'ensemble du Plateau Picard. Les puits d'alimentation des communes doivent en moyenne être forés jusqu'à 40 mètres de profondeur pour pouvoir trouver de l'eau potable. Par le passé, il a parfois fallu descendre jusqu'à 300 mètres, à Méry-la-Bataille et à Welles-Pérennes.

### Climat
Pour des articles plus généraux, voir Climat des Hauts-de-France et Climat de l'Oise.
En 2010, le climat de la commune est de type climat océanique dégradé des plaines du Centre et du Nord, selon une étude du CNRS s'appuyant sur une série de données couvrant la période 1971-2000. En 2020, Météo-France publie une typologie des climats de la France métropolitaine dans laquelle la commune est exposée à un climat océanique et est dans la région climatique Nord-est du bassin Parisien, caractérisée par un ensoleillement médiocre, une pluviométrie moyenne régulièrement répartie au cours de l'année et un hiver froid (3 °C).
Pour la période 1971-2000, la température annuelle moyenne est de 10,3 °C, avec une amplitude thermique annuelle de 14,5 °C. Le cumul annuel moyen de précipitations est de 686 mm, avec 11,1 jours de précipitations en janvier et 8,1 jours en juillet. Pour la période 1991-2020, la température moyenne annuelle observée sur la station météorologique la plus proche, située sur la commune de Godenvillers à 5 km à vol d'oiseau, est de 11,1 °C et le cumul annuel moyen de précipitations est de 701,9 mm,. Pour l'avenir, les paramètres climatiques de la commune estimés pour 2050 selon différents scénarios d'émission de gaz à effet de serre sont consultables sur un site dédié publié par Météo-France en novembre 2022.
| Mois                                  | jan.             | fév.             | mars           | avril         | mai           | juin            | jui.           | août          | sep.          | oct.        | nov.            | déc.           | année      |
| ------------------------------------- | ---------------- | ---------------- | -------------- | ------------- | ------------- | --------------- | -------------- | ------------- | ------------- | ----------- | --------------- | -------------- | ---------- |
| Température minimale moyenne (°C)     | 1,1              | 1                | 2,6            | 4,3           | 7,7           | 10,6            | 12,5           | 12,4          | 9,8           | 7,3         | 4               | 1,7            | 6,3        |
| Température moyenne (°C)              | 3,9              | 4,5              | 7,4            | 10,2          | 13,7          | 16,8            | 19             | 18,9          | 15,6          | 11,7        | 7,3             | 4,4            | 11,1       |
| Température maximale moyenne (°C)     | 6,6              | 8                | 12,2           | 16,2          | 19,8          | 22,9            | 25,4           | 25,5          | 21,5          | 16,1        | 10,5            | 7              | 16         |
| Record de froid (°C) date du record   | −21,5 17.01.1985 | −13,1 18.02.1969 | −11 08.03.1971 | −4,5 07.04.13 | −2 03.05.1967 | −0,5 01.06.1975 | 3,3 05.07.1964 | 2 28.08.1974  | −2 25.09.1972 | −5 29.10.03 | −9,5 23.11.1998 | −15 31.12.1970 | −21,5 1985 |
| Record de chaleur (°C) date du record | 15,1 09.01.15    | 19,9 27.02.19    | 26,5 31.03.21  | 29 20.04.18   | 32 28.05.17   | 37,6 27.06.11   | 43 25.07.19    | 40,4 06.08.03 | 36,5 15.09.20 | 30 01.10.11 | 21,4 01.11.14   | 16,5 17.12.15  | 43 2019    |
| Précipitations (mm)                   | 59               | 49,5             | 49,3           | 45,9          | 61,3          | 59,9            | 60,5           | 64            | 50,2          | 63,2        | 60,4            | 78,7           | 701,9      |

## Urbanisme

### Typologie
Au 1er janvier 2024, Maignelay-Montigny est catégorisée bourg rural, selon la nouvelle grille communale de densité à sept niveaux définie par l'Insee en 2022.
Elle appartient à l'unité urbaine de Maignelay-Montigny, une unité urbaine monocommunale constituant une ville isolée,.
La commune est en outre hors attraction des villes,.

### Occupation des sols

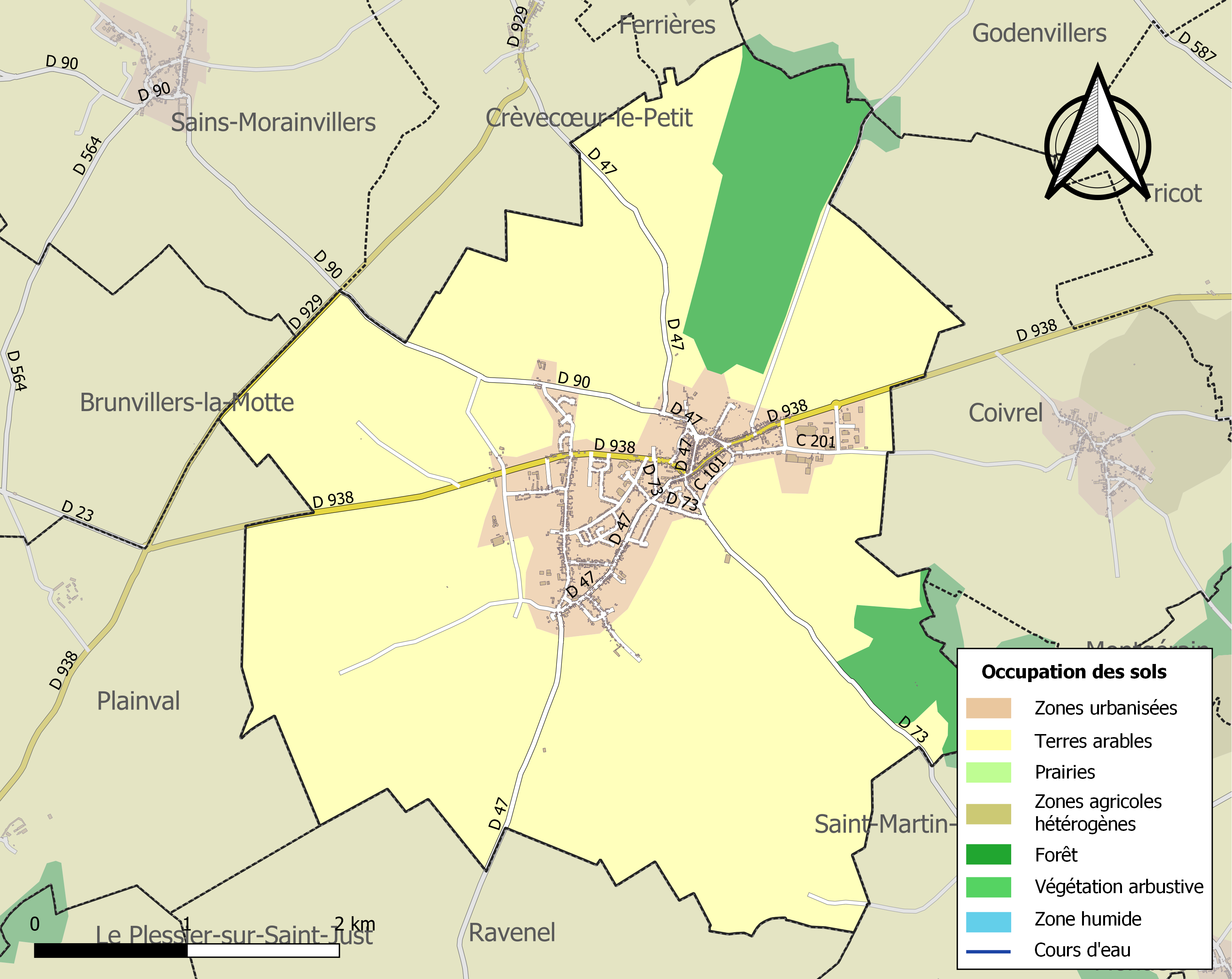
Carte des infrastructures et de l'occupation des sols de la commune en 2018 (CLC).

L'occupation des sols de la commune, telle qu'elle ressort de la base de données européenne d'occupation biophysique des sols Corine Land Cover (CLC), est marquée par l'importance des territoires agricoles (78,8 % en 2018), une proportion sensiblement équivalente à celle de 1990 (79,6 %).
La répartition détaillée en 2018 est la suivante : terres arables (78,8 %), forêts (10,7 %), zones urbanisées (10,5 %).
L'évolution de l'occupation des sols de la commune et de ses infrastructures peut être observée sur les différentes représentations cartographiques du territoire : la carte de Cassini (XVIIIe siècle), la carte d'état-major (1820-1866) et les cartes ou photos aériennes de l'IGN pour la période actuelle (1950 à aujourd'hui).

### Habitat et logement
En 2021, le nombre total de logements dans la commune était de 1 153, alors qu'il était de 1 163 en 2016 et de 1 105 en 2011.
Parmi ces logements, 93,1 % étaient des résidences principales, 1 % des résidences secondaires et 5,9 % des logements vacants. Ces logements étaient pour 81 % d'entre eux des maisons individuelles et pour 19 % des appartements.
Le tableau ci-dessous présente la typologie des logements à Maignelay-Montigny en 2021 en comparaison avec celle de l'Oise et de la France entière. Une caractéristique marquante du parc de logements est ainsi la faible proportion des résidences secondaires et logements occasionnels (1 %) par rapport au département (2,4 %) et à la France entière (9,7 %).
| Typologie                                               | Maignelay-Montigny | Oise | France entière |
| ------------------------------------------------------- | ------------------ | ---- | -------------- |
| Résidences principales (en %)                           | 93,1               | 90,5 | 82,2           |
| Résidences secondaires et logements occasionnels (en %) | 1                  | 2,4  | 9,7            |
| Logements vacants (en %)                                | 5,9                | 7    | 8,1            |

### Voies de communication et transports
Maignelay-Montigny disposait autrefois d'une gare située sur la ligne de Saint-Just-en-Chaussée à Douai. Depuis la fermeture de la ligne, la desserte est assurée par de la commune est effectuée par des autocars.
La commune est desservie, en 2023, par les lignes 684, 685, 6304, 6309 et 6328 du réseau interurbain de l'Oise.

### Energie
La commune dispose d'un réseau de distribution du gaz naturel transporté par GRDF depuis 1994.

## Toponymie
Maignelay-Montigny est une commune créée en 1971 par la fusion de Maignelay et de Montigny.

## Histoire

### Maignelay

#### Moyen Âge
Maignelay, à l'origine petite localité de quelques dizaines de foyers seulement, était surtout connue comme « place fortifiée », dès le XIIe siècle. C'est la famille « Tristan » (dite de Maignelay) qui occupa le château fort et qui contrôla la plupart des villages et terres de la région pendant environ trois cents ans.
Connu depuis le Moyen Âge, l'ancien village de Maignelay, avec alors seulement dix feux recensés au XVe siècle, c'est-à-dire dix maisons réunissant environ une trentaine d'habitants, dépendait entièrement de la position dominante des seigneurs du lieu et de leur puissant château-forteresse, maintenant fort dégradé... tandis que la commune de Montigny, plus importante avec ses 160 feux situés sur une ancienne voie romaine, avec une population d'environ 5 à 600 habitants, était déjà un gros village organisé en Commune dès 1155.

#### Temps modernes
La seigneurie de Maignelay est érigée en 1565 par le roi Charles IX en marquisat au bénéfice de Charles de Hallwin (Charles d'Halluin), partisan du prince de Condé, l'un des chefs huguenots, et qui se soumit au roi en 1562 et se mit au service des rois Charles IX et Henri III et devint gouverneur de Metz en 1573. En 1587, cette terre devient le duché-pairie d'Hallwin. Après l'extinction de ce duché-pairie, Louis XV accorde au duc Louis Alexandre de La Rochefoucauld de nouvelles lettres-patentes érigeant le marquisat de Maignelay en duché .
À partir du XVIIIe siècle, l'ancien village de Maignelay va commencer à se spécialiser et deviendra un centre commercial d'importance pour l'ensemble de sa région, avec ses « deux marchés par semaine, où l'on vendait beaucoup de légumes, de grains, de toile, dont une partie destinée à la fabrique de grosse toile de Brunvillers... Il existait aussi deux grandes foires annuelles, les 1er mai et 1er octobre, où l'on pouvait vendre de 7 à 8 000 moutons ».

#### Époque contemporaine
En 1839 se trouvaient à Maignelay une briqueterie et un moulin à vent. Une partie de la population fabriquait des cordes de tille et de chanvre, fabriquait de la taillanderie ou cousait des gants.

### Montigny

#### Moyen Âge
Montigny, village plus important de quelques centaines de foyers, bénéficiait d'une charte « communale »  octroyée en 1155 par Louis VII le Jeune,.
« Une ancienne tente de Paris en Picardie passait autrefois par Ravenel, Montigny,  Ferrières, etc. ; les troupes avaient séjour ce bourg ».
La seigneurie est réunie à celle de Maignelay vers 1347 par le mariage d'Isabeau de Wace, dame de Montigny, avec Jean Tristan, échanson de France.

#### Temps modernes
En dehors de l'agriculture qui était aussi son activité dominante, il sera longtemps réputé également pour l'existence de nombreuses carrières (une trentaine souvent creusées dans les cours ou les jardins des maisons individuelles) d'où l'on extrayait de la pierre de taille... Montigny a été longtemps renommé pour l'habileté de ses maçons qui bâtirent les deux églises de la commune actuelle et un certain nombre d'autres édifices religieux des environs. Enfin pendant longtemps on y fabriqua aussi, à domicile, beaucoup de gants et de bas.

#### Époque contemporaine
En 1839, on compte à Montigny des carrières et cinq moulins à vent. Les habitants sont agriculteurs, maçons, charpentiers ou vivent de la couture des gants.

### Depuis la fusion
Les communes de Maignelay et de Montigny, instituées sous la Révolution française, sous l'impulsion de Marcel Ville, le directeur d'école et secrétaire de mairie à Montigny, ont choisies de fusionner en 1971 après un référendum, formant celle de Montigny-Maignelay.

## Politique et administration

### Rattachements administratifs et électoraux
La commune est constituée des deux anciennes communes de Maignelay et de Montigny qui ont fusionné en 1971, lors de la promulgation des lois sur les regroupements de communes. Ainsi la nouvelle commune regroupée de Maignelay-Montigny a-t-elle la particularité de posséder deux églises, deux châteaux d'eau… mais désormais une seule mairie construite en 1980 à la jonction des deux anciens territoires.

#### Rattachements administratifs
Maignelay-Montigny (et, avant 1971, Montigny et Maignelay) se trouve depuis 1942 dans l'arrondissement de Clermont du département de l'Oise.
Maignelay puis Maignelay-Montigny a été le chef-lieu du canton de Maignelay-Montigny depuis 1793.
Montigny faisait partie du canton de Maignelay, sauf de 1793 à 1801 et de 1802 à 1819, où elle était rattachée au canton de Saint-Just-en-Chaussée.
Dans le cadre du redécoupage cantonal de 2014 en France, le canton, en tant que circonscription administrative territoriale, a disparu, et le canton n'est plus qu'une circonscription électorale.

#### Rattachements électoraux
Pour les élections départementales, la commune fait partie depuis 2014 du  canton d'Estrées-Saint-Denis.
Pour l'élection des députés, elle fait partie depuis 2012 de la première circonscription de l'Oise.

### Intercommunalité
Maignelay-Montigny est membre (et le siège initial)  de la  communauté de communes du Plateau Picard (CCPP),, un établissement public de coopération intercommunale (EPCI) à fiscalité propre créé fin 1999 et auquel la commune avait transféré un certain nombre de ses compétences, dans les conditions déterminées par le code général des collectivités territoriales.

### Liste des maires
| Période                                  | Période        | Identité                            | Étiquette          | Qualité |
| ---------------------------------------- | -------------- | ----------------------------------- | ------------------ | --- |
| Les données manquantes sont à compléter. |                |                                     |                    | |
| 1789                                     | 1792           | Antoine Marminia                    |                    | Volontaire de l'An II Officier des armées de la République et de l'Empire Chevalier de la Légion d'honneur                     |
| 1792                                     | 1795           | Antoine Duflos                      |                    | |
| juin 1795                                |                | Charles Pascal Poullain             |                    | |
| 1796                                     | 1798           | Antoine Charlemagne Vimeux          |                    | |
| 1798                                     | 1800           | Nicolas Joseph Chevallier           |                    | |
| avril 1800                               | septembre 1800 | Adrien Detargny                     |                    | |
| septembre 1800                           | octobre 1803   | Jean-Charles Gravet                 |                    | |
| 1803                                     | mai 1808       | François Caullier                   |                    | |
| mai 1808                                 | avril 1813     | Charles Isidore Cuiret              |                    | |
| avril 1813                               | mars 1826      | Nicolas Germain Caullier            |                    | |
| mars 1826                                | octobre 1830   | Charles Isidore Cuiret              |                    | |
| octobre 1830                             | novembre 1838  | Nicolas Germain Caullier            |                    | |
| novembre 1838                            | août 1843      | Charles Isidore Cuiret              |                    | |
| août 1843                                | juillet 1852   | Xavier, Joseph Cugniere             |                    | |
| juillet 1852                             | mai 1868       | Rémy Fournier                       |                    | Notaire Conseiller général de Maignelay (1863 → 1868)                                                                          |
| mai 1868                                 | mai 1871       | Charles François Auguste Dumont     |                    | |
| mai 1871                                 | février 1875   | Joseph Amédée Lecomte               |                    | |
| février 1875                             | mars 1877      | Adolphe, Narcisse Tenain            |                    | |
| mars 1877                                | mai 1884       | Louis Félix Alfred Dhomme           |                    | |
| mai 1884                                 | août 1888      | Charles, Augustin Hourde            |                    | |
| août 1888                                | mai 1892       | Jules Octave Floreska Debaye        |                    | |
| mai 1892                                 | décembre 1894  | Armand Rendu,                       | Radical socialiste | Propriétaire, archiviste de l'Oise et de la Somme Député de l'Oise (1898 → 1902) Conseiller général de Maignelay (1892 → 1903) |
| janvier 1895                             | mai 1896       | Eugène Bare                         |                    | |
| mai 1896                                 | mai 1900       | Marie Jean-Baptiste Évariste Debray |                    | |
| mai 1900                                 | mai 1904       | Jean-Baptiste Alix Bouchinet        |                    | |
| mai 1904                                 | mai 1912       | Camille Marie Désiré Douvry         |                    | |
| mai 1912                                 | mars 1916      | Rémy Rendu                          |                    | Notaire, fils d'Armand Rendu Suspendu par le préfet en 1916                                                                    |
| 1916                                     | 1918           | Jean-Baptiste Alix Bouchinet        |                    | |
| 1918                                     | 1919           | Casimir Toulle                      |                    | |
| 1919                                     | 1929           | Anatole Lesbroussart                |                    | |
| mai 1929                                 | juin 1929      | Julien Danvin                       |                    | |
| 1929                                     | 1935           | Henri Hallot                        |                    | |
| 1935                                     | 1959           | Estève Ricart                       |                    | |
| 1959                                     | 1962           | Charles Hainsselin                  |                    | |
| 1962                                     | 1971           | Louis Debove                        | SE                 | Entrepreneur Conseiller général de Maignelay (1963 → 1964)                                                                     |

| Période                                  | Période        | Identité                               | Étiquette                | Qualité |
| ---------------------------------------- | -------------- | -------------------------------------- | ------------------------ | --- |
| Les données manquantes sont à compléter. |                |                                        |                          | |
| janvier 1790                             | 1799           | Antoine Wattelier                      |                          | |
| 1899                                     | 1803           | Jean-Baptiste Prévost                  |                          | |
| 1803                                     | 1808           | Antoine Wattellier                     |                          | |
| 1808                                     | 1811           | André Henry Demouy                     |                          | |
| 1811                                     | octobre 1815   | Norbert Cavillon                       |                          | |
| novembre 1815                            | mai 1845       | Antoine Augustin Boucher               |                          | |
| mai 1845                                 | octobre 1846   | Marc Honoré Bullard                    |                          | |
| octobre 1846                             | septembre 1848 | Édouard Boucher                        |                          | |
| octobre 1848                             | août 1860      | François Casimir Prevost               |                          | |
| août 1860                                | janvier 1863   | Henri, Pierre Demouy                   |                          | |
| janvier 1863                             | 1874           | Henri Jean Auguste Charmet             |                          | |
| 1874                                     | 1896           | Éléonor, Léon dit Léon Marie Duquesnel |                          | Avocat Conseiller d'arrondissement Vice-président de la société d'agriculture de Clermont                                                         |
| mai 1896                                 | 1912           | Paul Duquesnel,                        | Républicain progressiste | Fils de Léon Duquesnel Avocat, magistrat Conseiller d'arrondissement Conseiller général de Maignelay (1903 → 1910) Député de l'Oise (1902 → 1906) |
| 1912                                     | 1919           | Edmond Leverbe                         |                          | |
| 1919                                     | 1933           | Paul Marie Duquesnel                   |                          | |
| 1933                                     | 1935           | Alfred Armand Loisel                   |                          | |
| 1935                                     | 1942           | Louis Adolphe Célestin Ganiage         |                          | |
| 1942                                     | 1945           | Marcel Jules Auguste Wattellier        |                          | |
| 1945                                     | 1953           | Louis Charles Henry                    |                          | |
| Les données manquantes sont à compléter. |                |                                        |                          | |
| 1964                                     | 1971           | Fernand Albert Léon Carre              |                          | |

| Période       | Période                    | Identité             | Étiquette     | Qualité |
| ------------- | -------------------------- | -------------------- | ------------- | --- |
| mars 1971     | 1985                       | Marcel Ville         | PSU puis PS   | Directeur d'école Conseiller général de Maignelay-Montigny (1964 → 1985) Président du conseil général de l'Oise (1979 → 1985)             |
| décembre 1985 | 1988                       | Jocelyne Ribar       | PS            | Infirmière |
| octobre 1988  | 1989                       | Michel Bourgeois     |               | Docteur en sciences humaines Administrateur général des Nations unies Président de la Société historique (1990 → 2016)                    |
| mars 1989     | 2001                       | Jacqueline Girardeau | PS            | Cadre administratif des affaires sociales                                                                                                 |
| mars 2001     | En cours (au 28 juin 2023) | Denis Flour          | PS puis LREM, | Instituteur Vice-président de la CC du Plateau Picard (2014 → ) Chevalier dans l'Ordre national du mérite Réélu pour le mandat 2020-2026, |

## Équipements et services publics

### Enseignement
En 2020, la commune dispose de 
- l'Ecole maternelle Charlotte-Dussarps et les écoles primaires Gabriel-Bourgeois et Albert-Camus[38] et un pôle petite enfance avec son multi-accueil
- Le  collège Madeleine-et-Georges-Blin, situé près de la mairie[39] et qui accueille environ  350 élèves en 2024[40],[Note 4].

### Équipements culturels
La bibliothèque-médiathèque Adélaïde de la Rochefoucauld se trouve dans des locaux construits par cette bienfaitrice de la commune,.

### Santé et solidarité
La Mission locale du Grand Plateau Picard assure une permanence en mairie. Elle aide les jeunes sortis du système scolaire à trouver du travail.
La résidence autinomie destinée à des personnes âgées valides, gérée par l'association La Compassion, a fermé en 2023 faute de résidents. Le Conseil départemental de l'Oise envisage en 2024 d'y installer un foyer pour mineurs isolés, suscitant l'opposition de la municipalité, qui préfèrerait que le bâtiment soit transformé en immeuble de logements.

### Justice, sécurité, secours et défense
Une brigade de gendarmerie qui rayonne sur 35 communes est implantée à Maignelay-Montigny, et la commune dispose d'un policier municipal.
La mairie a mis en place un dispositif de vidéosurveillance en 2019/2020
La commune accueille une balise de navigation aérienne identifiée sous le code MTD (pour Montdidier).

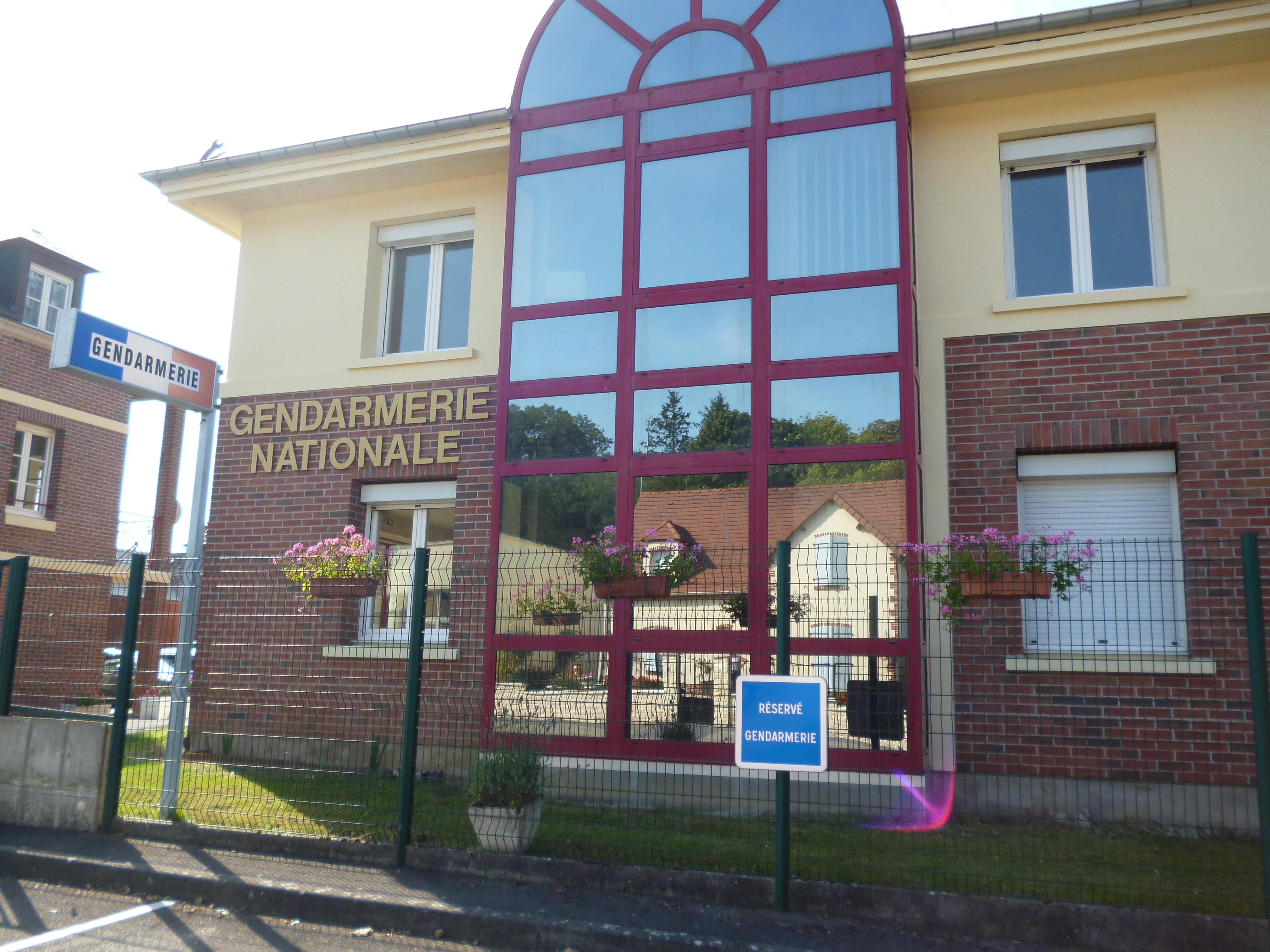
Gendarmerie.
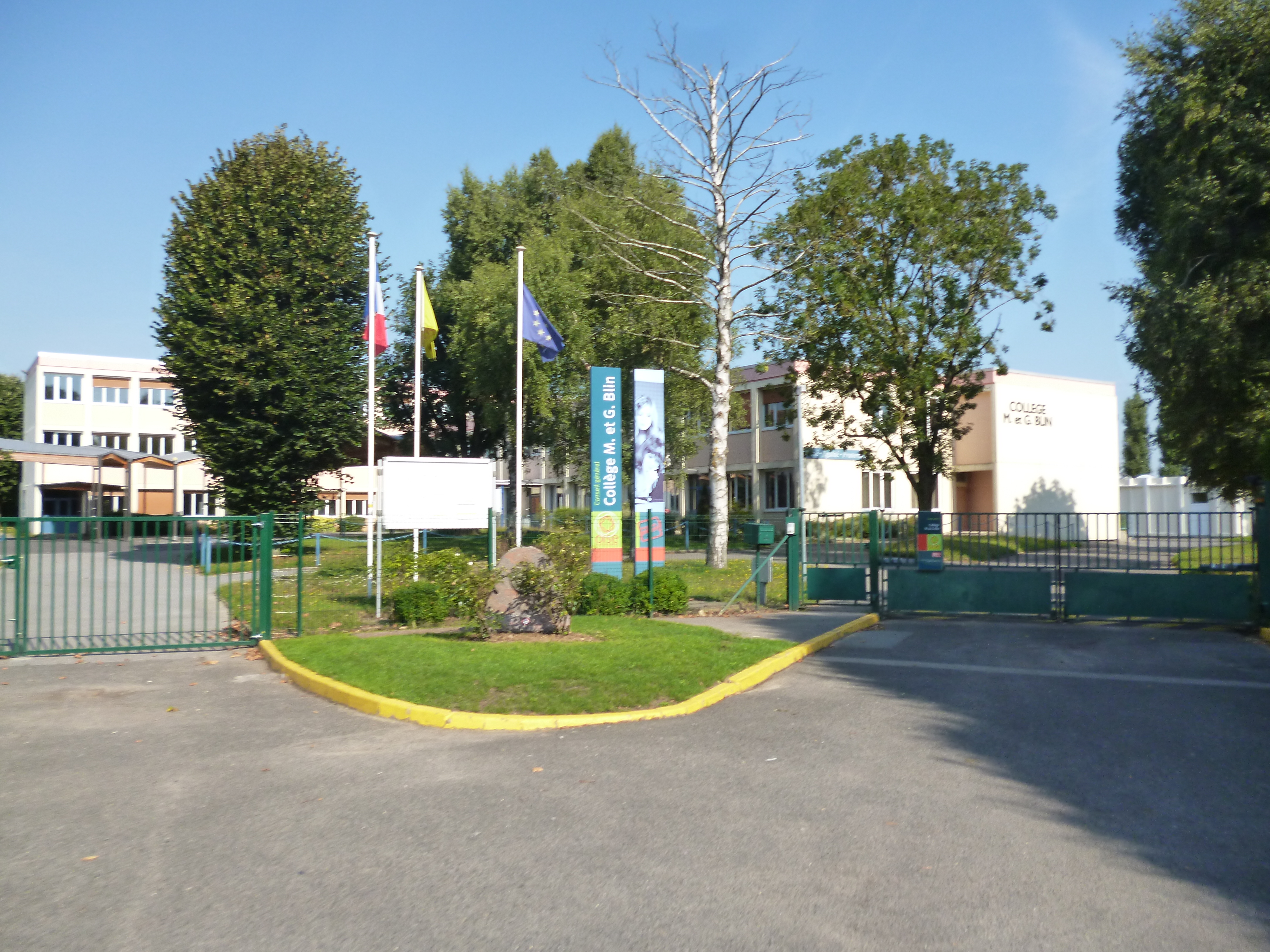
Collège Madeleine-et-Georges-Blin.

## Population et société

### Démographie
Les habitants sont appelés les Maignemontois et les Maignemontoises

#### Évolution démographique
L'évolution du nombre d'habitants est connue à travers les recensements de la population effectués dans la commune depuis 1793. Pour les communes de moins de 10 000 habitants, une enquête de recensement portant sur toute la population est réalisée tous les cinq ans, les populations de référence des années intermédiaires étant quant à elles estimées par interpolation ou extrapolation. Pour la commune, le premier recensement exhaustif entrant dans le cadre du nouveau dispositif a été réalisé en 2006.

En 2022, la commune comptait 2 493 habitants, en évolution de −7,63 % par rapport à 2016 (Oise : +0,87 %, France hors Mayotte : +2,11 %).
| 1793 | 1800 | 1806 | 1821 | 1831 | 1836 | 1841 | 1846 | 1851 |
| ---- | ---- | ---- | ---- | ---- | ---- | ---- | ---- | ---- |
| 762  | 819  | 859  | 829  | 775  | 809  | 747  | 757  | 755  |

| 1856 | 1861 | 1866 | 1872 | 1876 | 1881 | 1886 | 1891 | 1896 |
| ---- | ---- | ---- | ---- | ---- | ---- | ---- | ---- | ---- |
| 718  | 761  | 719  | 723  | 764  | 779  | 747  | 708  | 701  |

| 1901 | 1906 | 1911 | 1921 | 1926 | 1931 | 1936 | 1946 | 1954 |
| ---- | ---- | ---- | ---- | ---- | ---- | ---- | ---- | ---- |
| 729  | 690  | 685  | 698  | 640  | 628  | 616  | 684  | 604  |

| 1962 | 1968 | 1975  | 1982  | 1990  | 1999  | 2006  | 2011  | 2016  |
| ---- | ---- | ----- | ----- | ----- | ----- | ----- | ----- | ----- |
| 634  | 640  | 1 700 | 2 018 | 2 273 | 2 489 | 2 464 | 2 695 | 2 699 |

| 2021  | 2022  | - | - | - | - | - | - | - |
| ----- | ----- | - | - | - | - | - | - | - |
| 2 555 | 2 493 | - | - | - | - | - | - | - |

#### Pyramide des âges
La population de la commune est relativement jeune.
En 2018, le taux de personnes d'un âge inférieur à 30 ans s'élève à 38,0 %, soit au-dessus de la moyenne départementale (37,3 %). À l'inverse, le taux de personnes d'âge supérieur à 60 ans est de 20,3 % la même année, alors qu'il est de 22,8 % au niveau départemental.
En 2018, la commune comptait 1 285 hommes pour 1 400 femmes, soit un taux de 52,14 % de femmes, légèrement supérieur au taux départemental (51,11 %).
Les pyramides des âges de la commune et du département s'établissent comme suit.
| Hommes | Classe d’âge | Femmes |
| ------ | ------------ | ------ |
| 0,1    | 90 ou +      | 0,6    |
| 4,8    | 75-89 ans    | 6,9    |
| 14,5   | 60-74 ans    | 13,8   |
| 23,4   | 45-59 ans    | 20,8   |
| 18,9   | 30-44 ans    | 20,2   |
| 17,4   | 15-29 ans    | 17,9   |
| 20,9   | 0-14 ans     | 19,8   |

| Hommes | Classe d’âge | Femmes |
| ------ | ------------ | ------ |
| 0,5    | 90 ou +      | 1,4    |
| 5,5    | 75-89 ans    | 7,6    |
| 15,6   | 60-74 ans    | 16,3   |
| 20,8   | 45-59 ans    | 20     |
| 19,4   | 30-44 ans    | 19,4   |
| 17,6   | 15-29 ans    | 16,2   |
| 20,6   | 0-14 ans     | 19,1   |

### Sports et loisirs
- Le club de pétanque a été créé en 2003. Il compte, en 2023, 33 adhérents qui disposent d'un terrain et de la salle Jean-Bajor, son fondateur[55].

- Club de judo, créé en 1981 et qui compte, en 2023, 110 licenciés[56]

### Vie associative
La vie associative de Maignelay-Montigy est forte d'une trentaine de groupements[Quand ?].
Dans le domaine culturel
La Société historique crée en 1991. Les Gardiens du livre universel (AGLU). L'association Culture-jeunesse-sports, créée en 1995
L'Atelier musical medium 6/8. L'Atelier d'études instrumentales et vocales (ADEIV)
Les Collectionneurs du Plateau Picard. 
Échec et Pat du Plateau Picard. 
Un Avenir pour le Château, créée en 2022.
Dans le domaine sportif
Pétanque-club. Volley-ball Club (VBCMM). 
Gymnastique volontaire. Judo Club. Association Sportive de Maignelay-Montigy (ASMM, Football)
Dans le domaine des loisirs
L'Union des retraités et personnes âgées (UNRPA), Ensemble et solidaires (troisième âge). L'Association Familles rurales. Le Comité des Fêtes
Culture Jeunesse et Sport (CJS). Le Foyer Socio Éducatif du Collège (FSE)
Horse Flamme. Imag'in. Les Scarabées du Plateau Picard. Les Jardins de Julia
Les associations patriotiques
Le Souvenir Français. UMRAC-AFN-TOE. ACPG-CATM. UNC-UNCAFN

## Économie
De nos jours, sur un territoire d'environ 1200 hectares de terres cultivables, réparties entre une dizaine d'exploitations agricoles, Maignelay-Montigny reste encore un centre de production agricole important, ce qui était sa vocation première. En effet les deux anciennes communes, autrefois éloignées l'une de l'autre de quelques centaines de mètres avant leur fusion, avaient toujours vécu de la culture des céréales, de la vigne, de l'élevage et de l'artisanat. Cette tradition se poursuit, même si d'anciennes cultures ont disparu au profit de nouvelles, telles le maïs, le lin, les oléagineux, les primeurs...

## Culture locale et patrimoine

### Lieux et monuments
La commune compte cinq sites ou monuments classés ou inscrits à l'inventaire des monuments historiques :
- Église Sainte-Marie-Madeleine de Maignelay  Classé MH (1862)[62] : il s'agit de l'ancienne église paroissiale de Maignelay. L'édifice, gothique flamboyant, est construit par Louis d'Halluin, seigneur de Peene (Piennes) et de Maignelay à partir de 1498 et terminé en 1516 à l'emplacement d'une église préexistante. Le porche s'accompagne d'un portail à deux portes sculptées, séparées par un trumeau, du XVIe siècle. Le tympan est décoré.

Le chœur gothique possède une voûte à nervures particulières. Une chapelle seigneuriale s'ouvre sur le chœur et a conservé sa cheminée. Dans l'édifice se trouve également un retable de la Passion en bois, datant du XVe siècle, avec ses volets de fermeture peints,. Elle contient les sépultures de 14 seigneurs de Maignelay, dont Louis d'Halluin, sa femme Jeanne de Ghistelles et leurs fils François de Halvyn, évêque d'Amiens et Philippe d'Halluin, seigneur de Buguenhout, échanson du roi et gouverneur de Péronne, inhumé avec sa femme Françoise de Bourgogne.

L'église Sainte-Marie-Madeleine de Maignelay
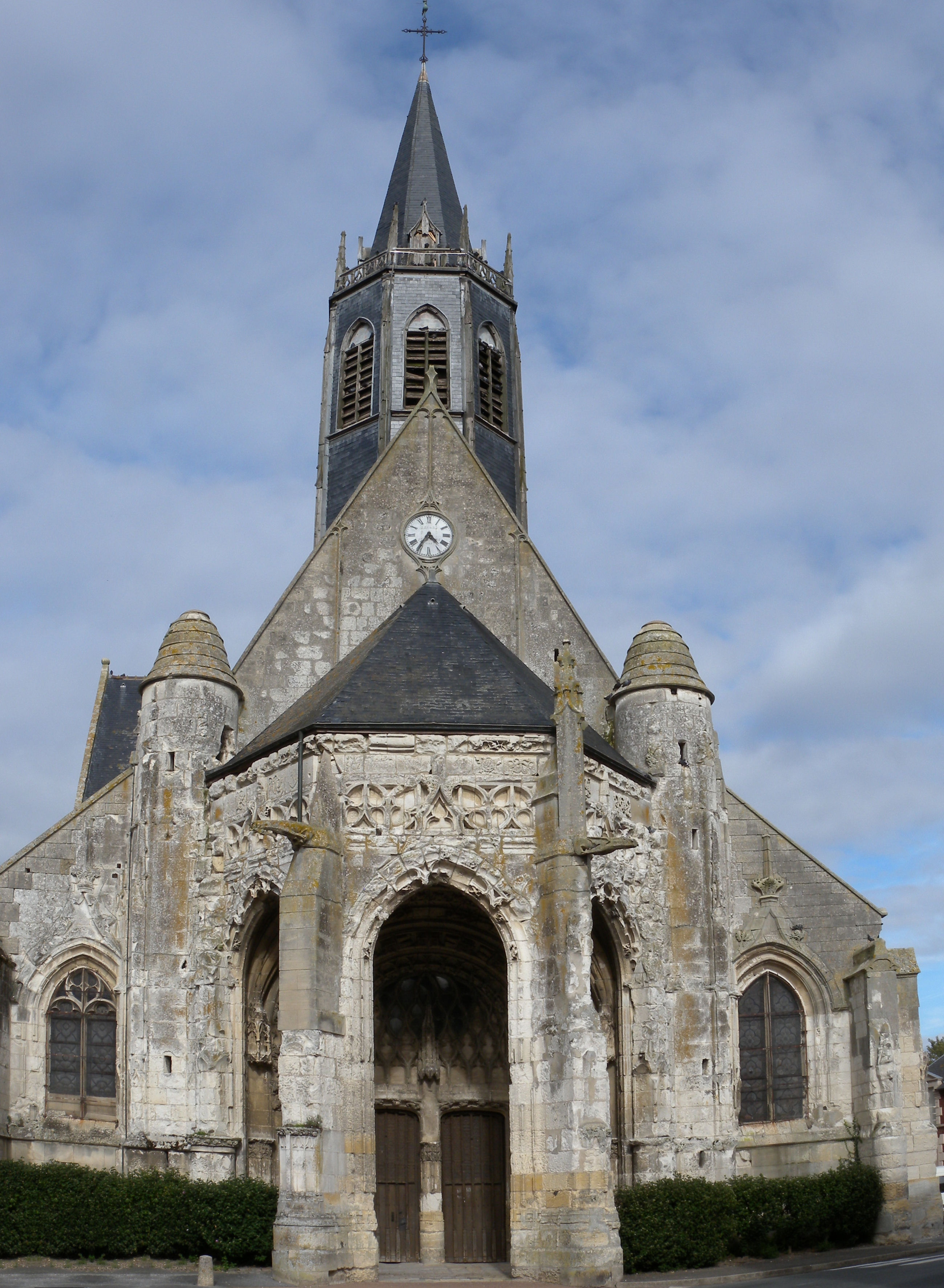
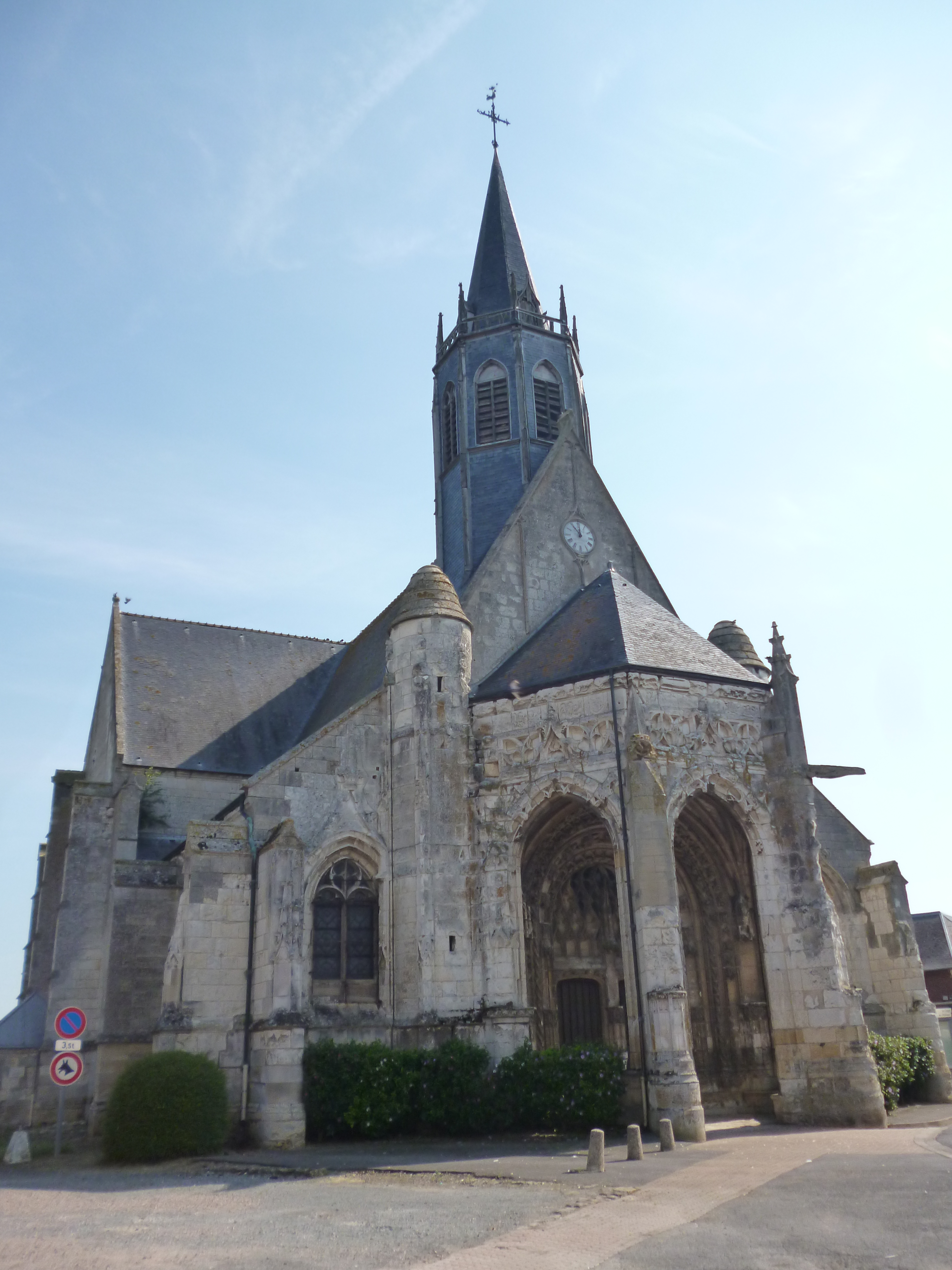
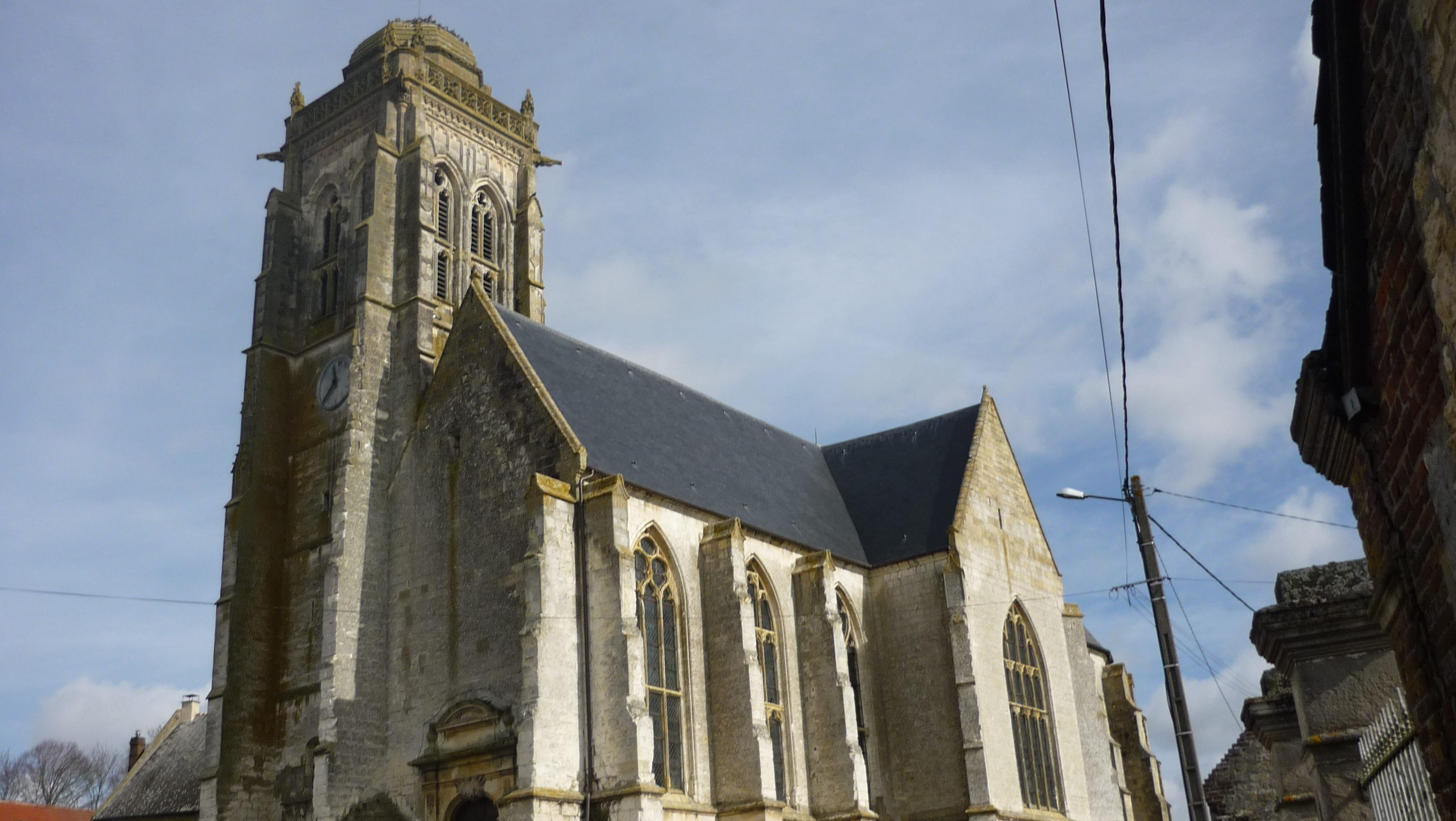

- Église Saint-Martin de Montigny  Classé MH (1919)[66] : cette église des XVIe et XVIIIe siècles est celle de l'ancienne commune de Montigny. De style gothique flamboyant, avec tour Renaissance, le clocher, haut de 37 mètres, est coiffé par un dôme arrondi. 
À l'intérieur se trouvent un autel-retable remarquable, une statue équestre de saint Martin (XVIe siècle), qu'un aigle-lutrin du XVIIe siècle, des boiseries de chœur du XVIIIe siècle[67],[68].

- Chapelle Sainte-Marie-Madeleine  Classée MH (1922)[69] : édifice du XVIe siècle sur la route de Tricot.

La chapelle Sainte-Marie-Madeleine
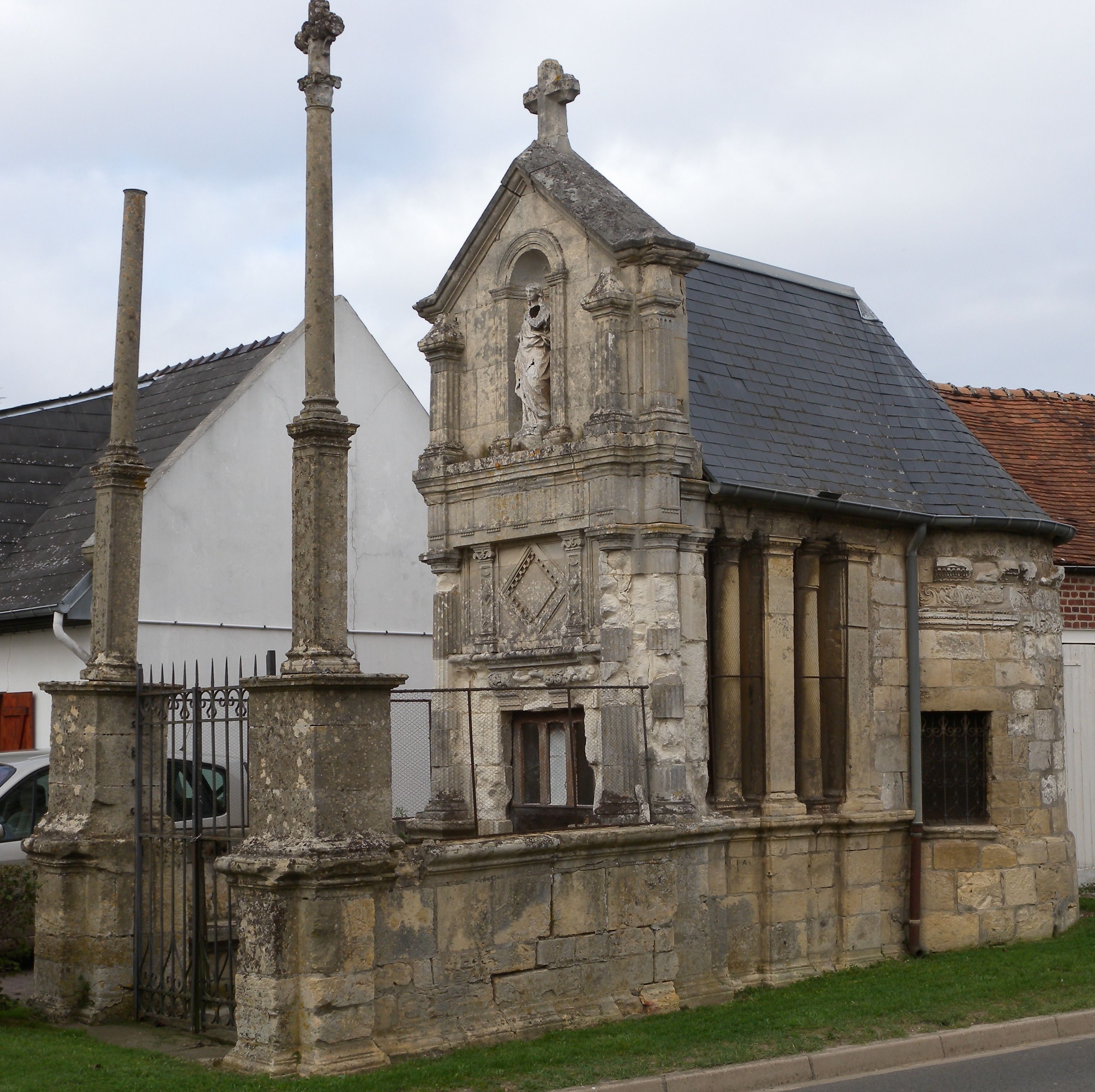
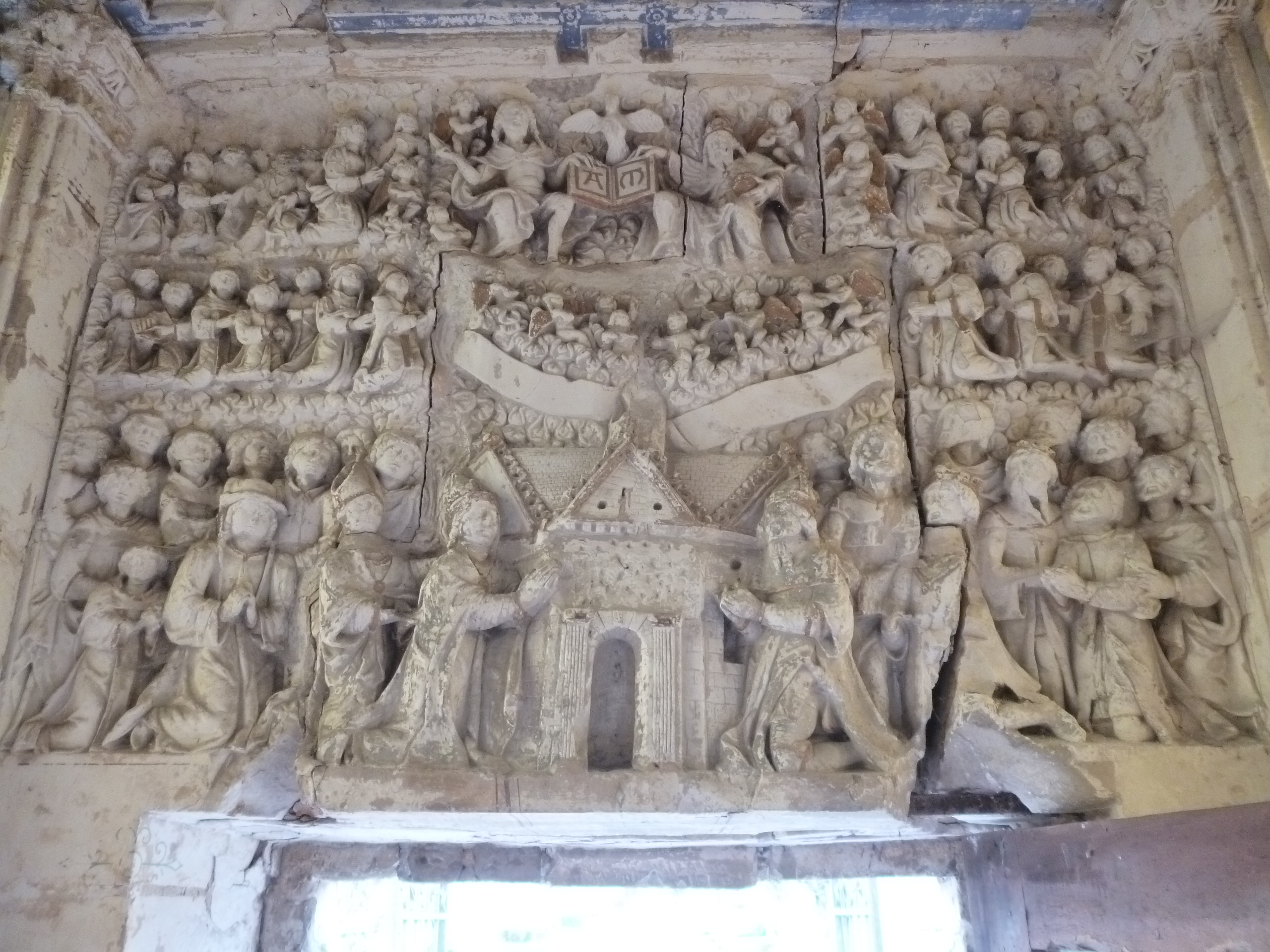
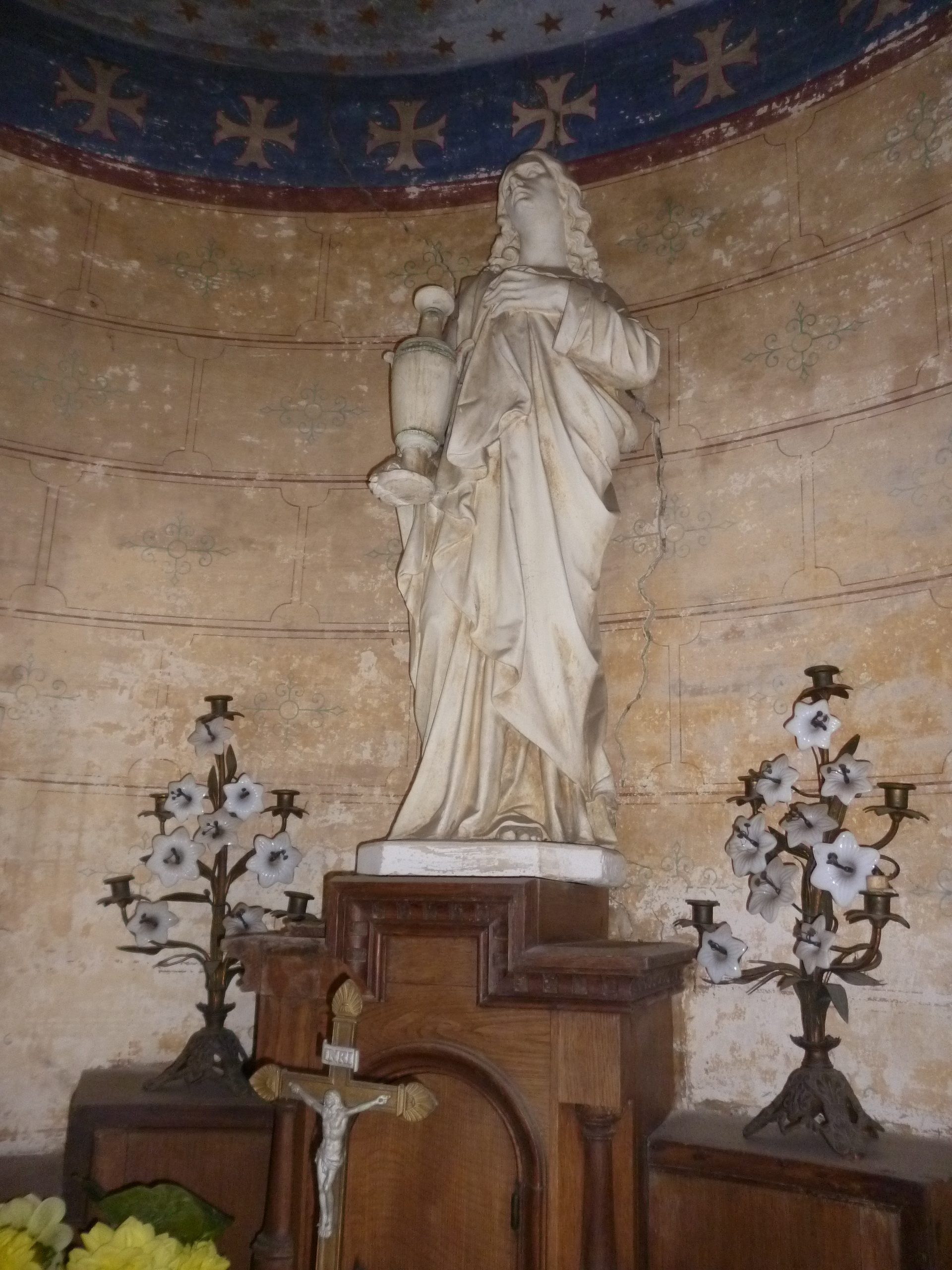

- Calvaire du Bouquet de l'église  Classé MH (1922)[70], sur la route de Montigny, élevé par la marquise Charlotte de Maignelay en mémoire de son fils de 7 ans tué lors de la chute d'un carrosse en 1598[71].

- Château  Inscrit MH (2004, partiel)[72], et son jardin[73] ancienne demeure de la famille La Rochefoucauld :

En 1878, le château est vendu à la famille Normand, propriétaire de sucreries dans la Somme, laquelle le revendra vers les années 1960 à différents repreneurs français, puis allemands qui le laisseront dans un état de délabrement avancé. La municipalité de Maignelay-Montigny avait lancé sans succès, dans les années 1995, une procédure en justice pour le récupérer. En 2007 le château, toujours à l'abandon, est racheté par la famille Marini qui souhaitait le restaurer et en faire un centre hôtelier et de conférences. Ce projet, comme tant d'autres, n'a pas abouti et la propriété est  en vente depuis 2014. En 2017, un investisseur prévoyait d'investir plus de 2 millions d'euros pour y aménager 17 logements adaptés aux personnes handicapées et un restaurant gastronomique,. En avril 2023, une des tours subit un incendie.

Monuments historiques
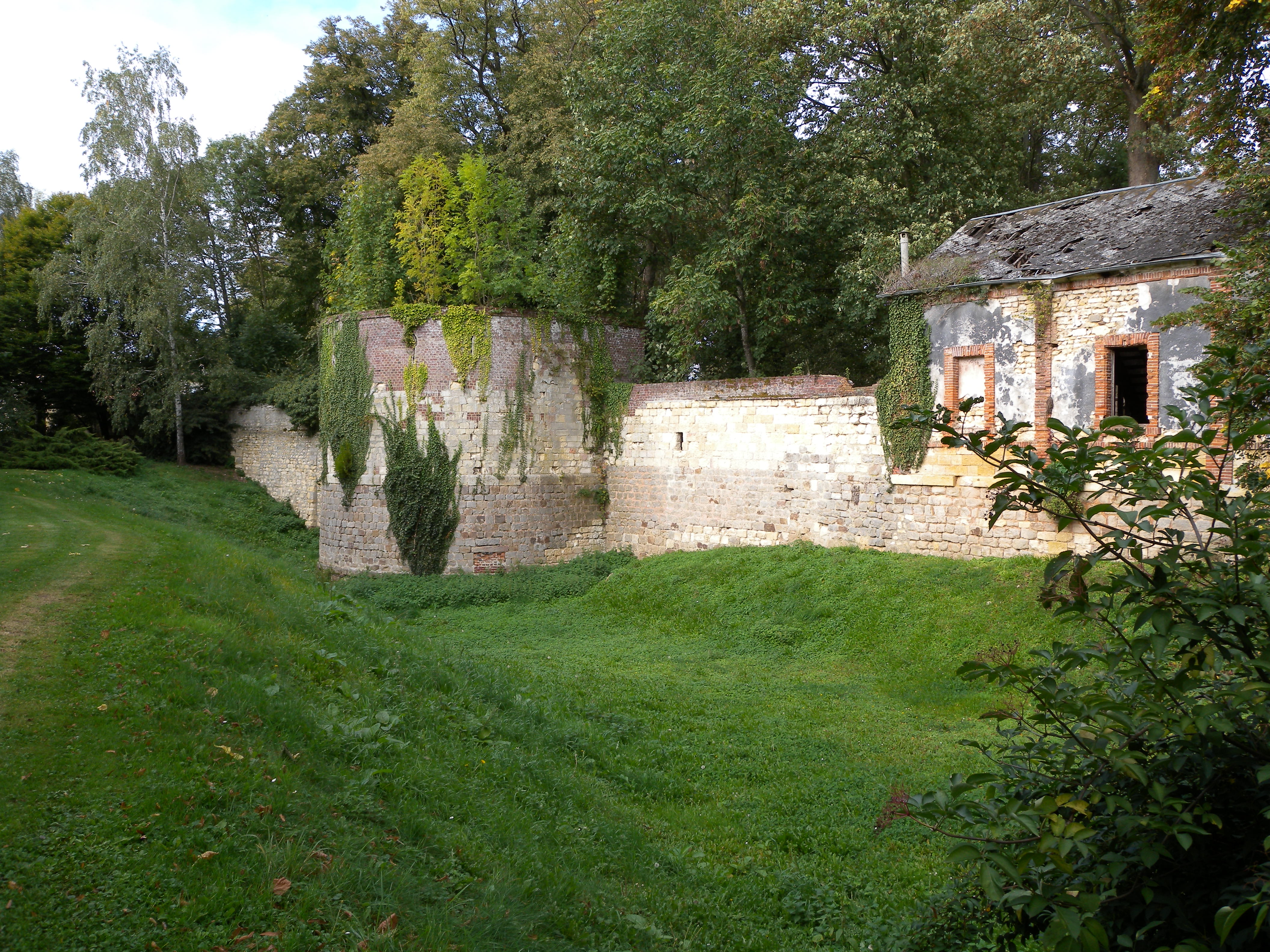
Douves et tour du château.
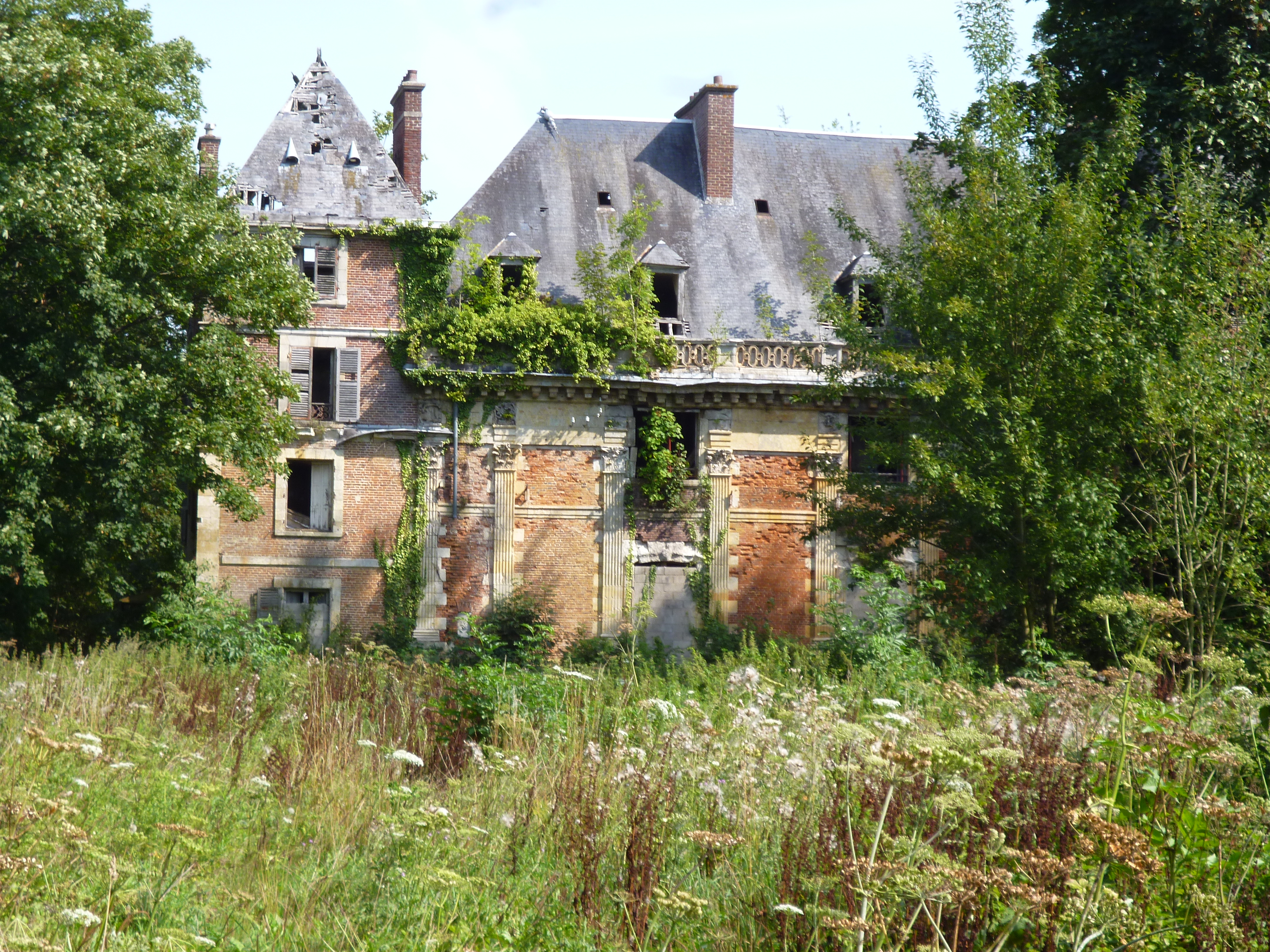
Château.
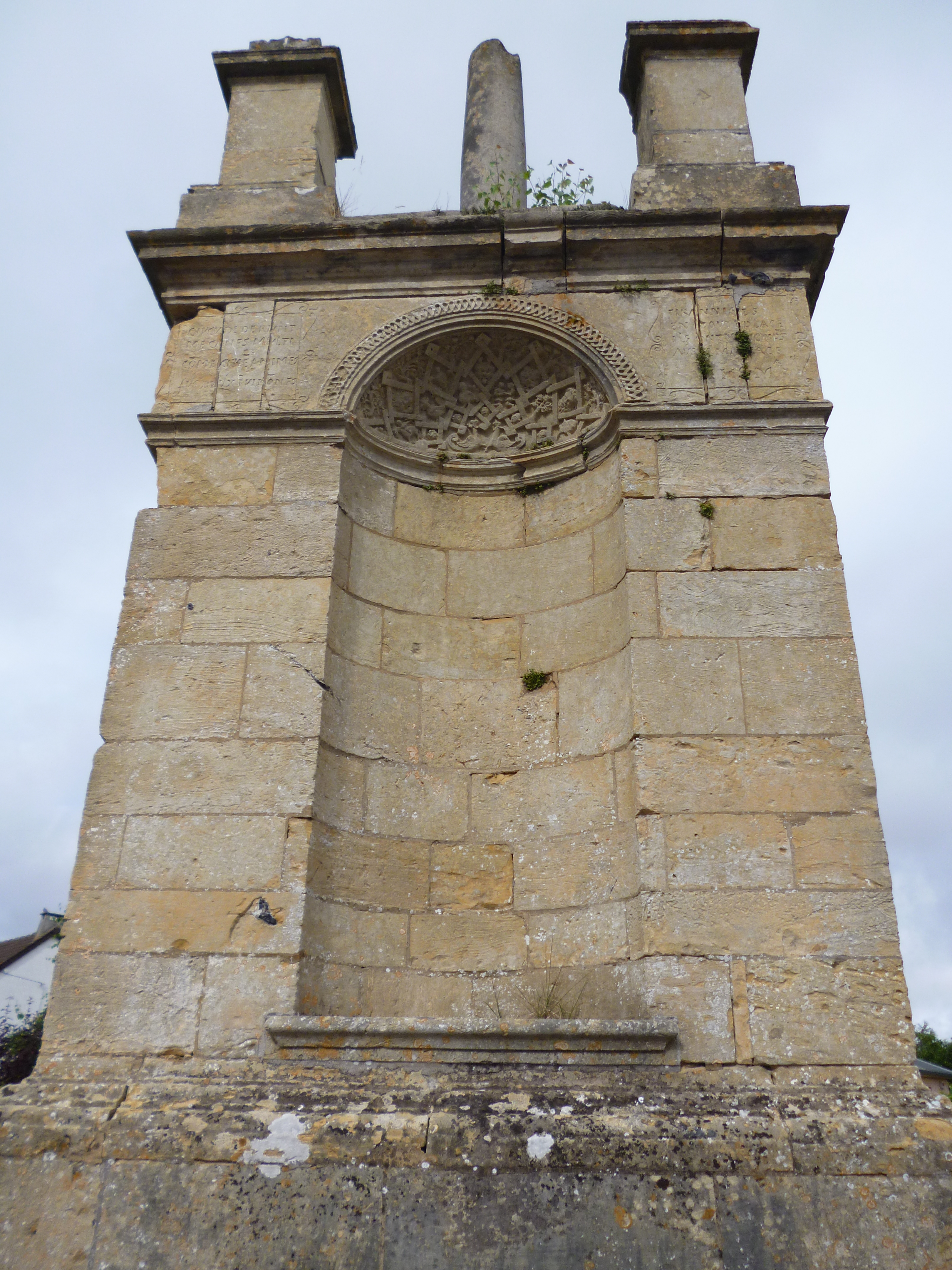
Croix de chemin du Bouquet de l'Église.

D'autres lieux peuvent également être remarqués :
- La bibliothèque-médiathèque municipale Adélaïde-de-la-Rochefoucauld, près du château, qui fut une halle-mairie, édifiée sur la place communale par Alexandre-François de La Rochefoucauld. Après la construction de la nouvelle mairie en 1982, elle devient la bibliothèque actuelle[78].
- La place communale (actuelle place du Général de Gaulle) ornée de la fontaine de la Madone, édifiée en 1867 aux frais de sa fille, Adélaïde de la Rochefoucauld, princesse Borghèse, qui résidait souvent dans son château de Maignelay. Cette fontaine est une réplique d'une autre située villa Borghèse à Rome. Elle a été réhabilitée par la commune en 2017[78],[79].

- Monument aux morts, situé à proximité de l'église Saint-Martin de Montigny.
- Monument aux morts, situé dans le cimetière du Courtil Frenoy, près de la tombe de la famille Duquesnel comptant plusieurs personnalités de la commune

Autres lieux et monuments
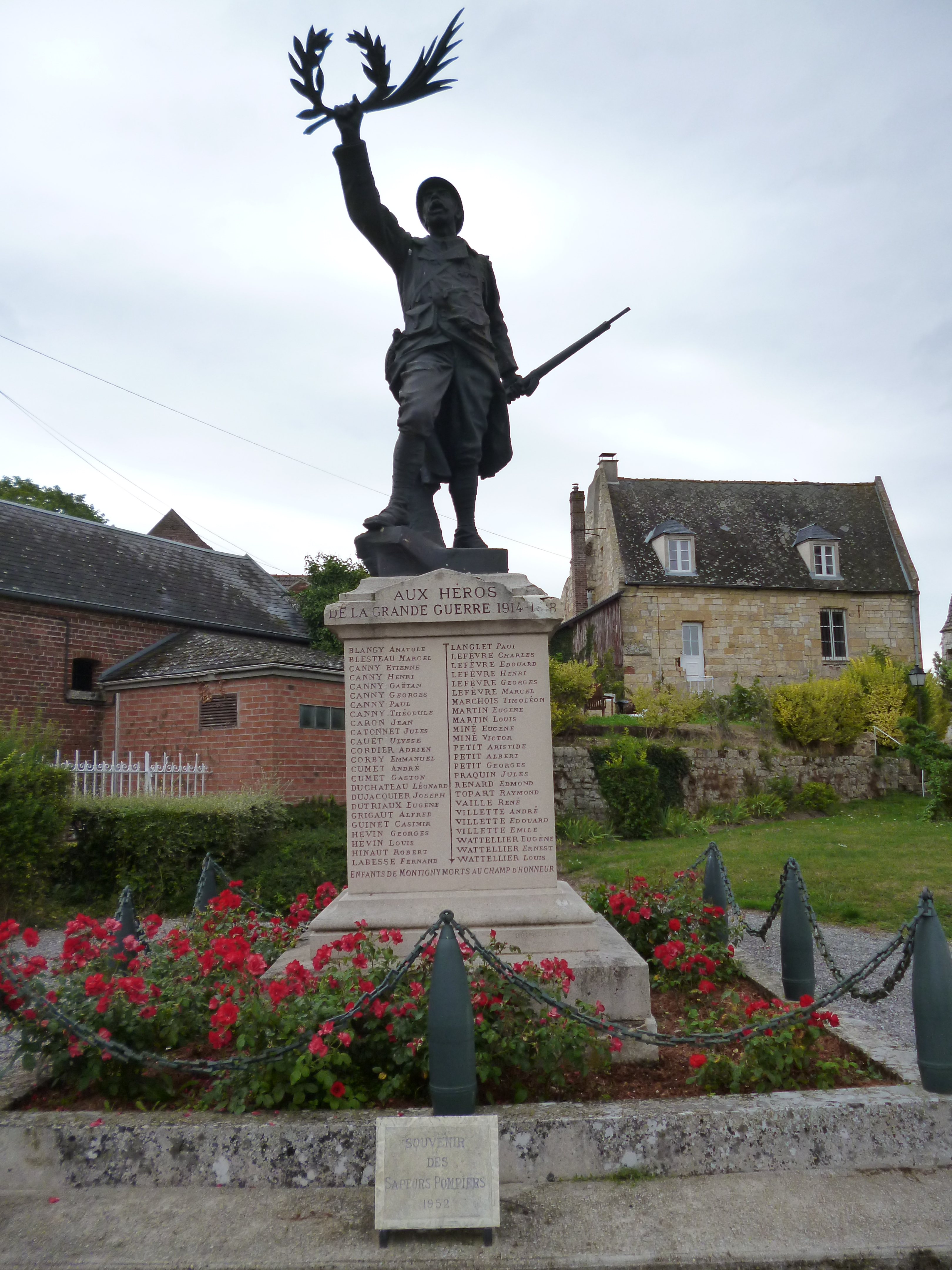
Monument aux morts.
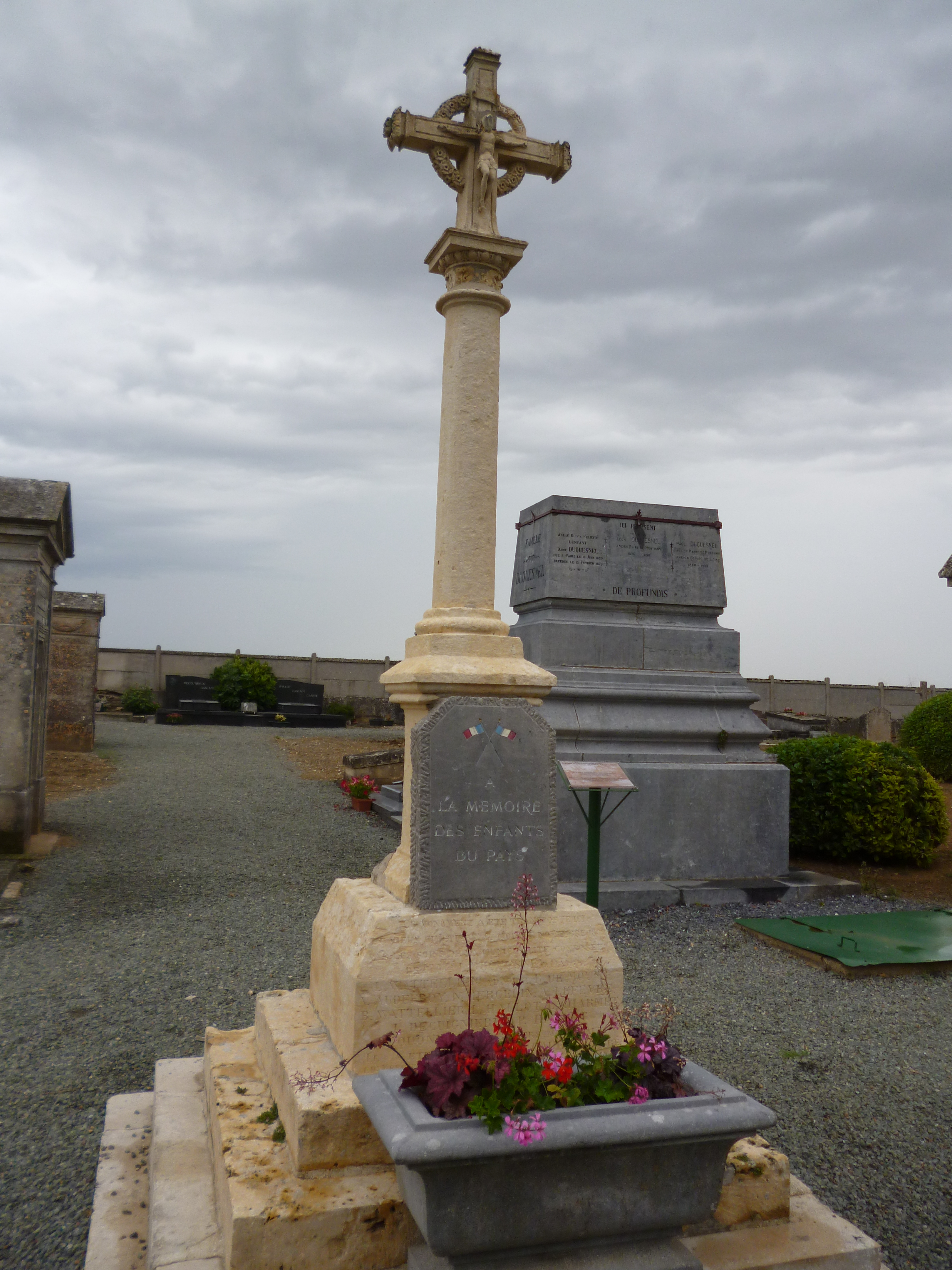
Monument aux morts du cimetière du Courtil Frenoy,
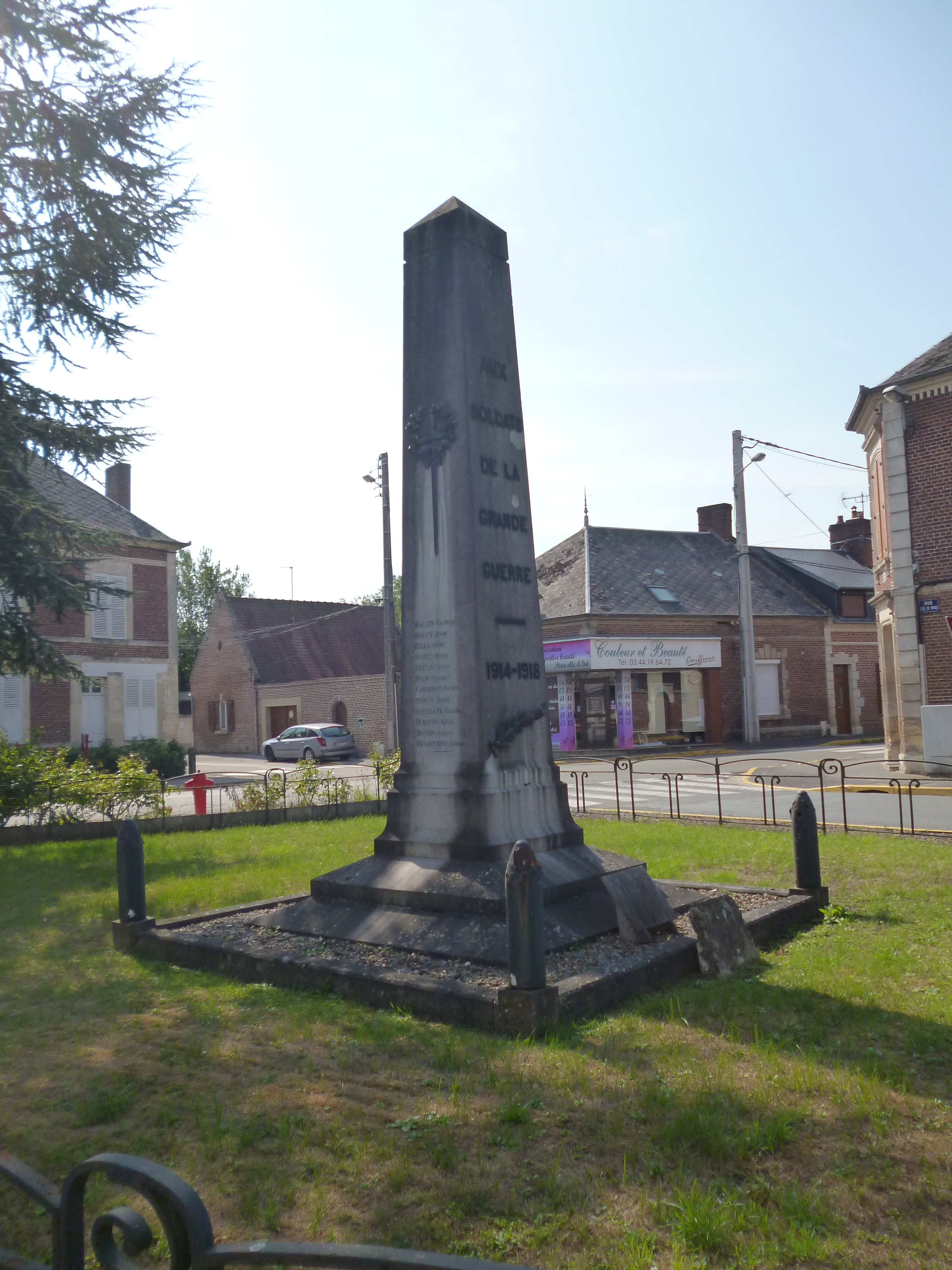
Monument aux morts.
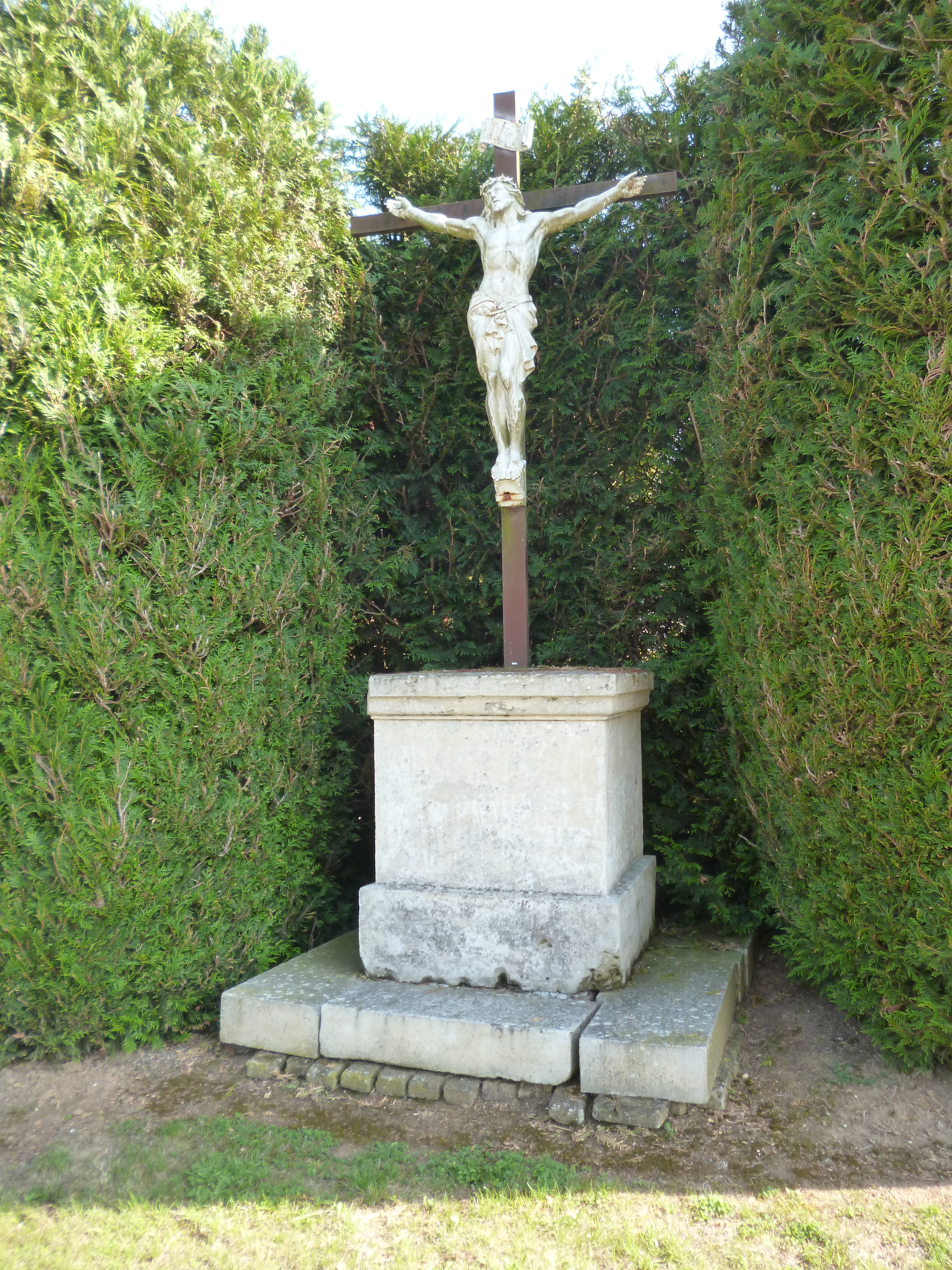
Calvaire situé dans le hameau du Moulin-Élie.
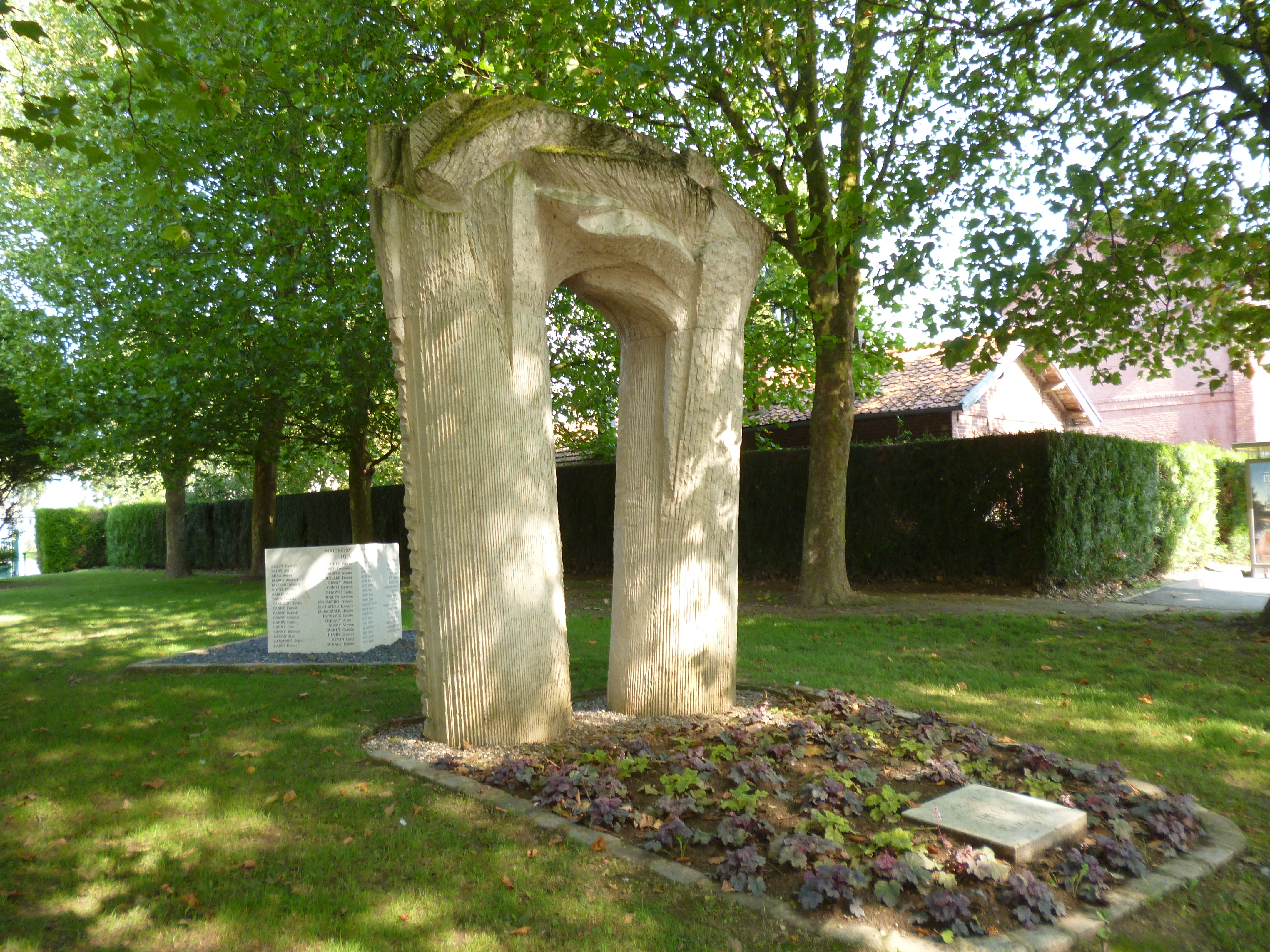
Square de la Paix.
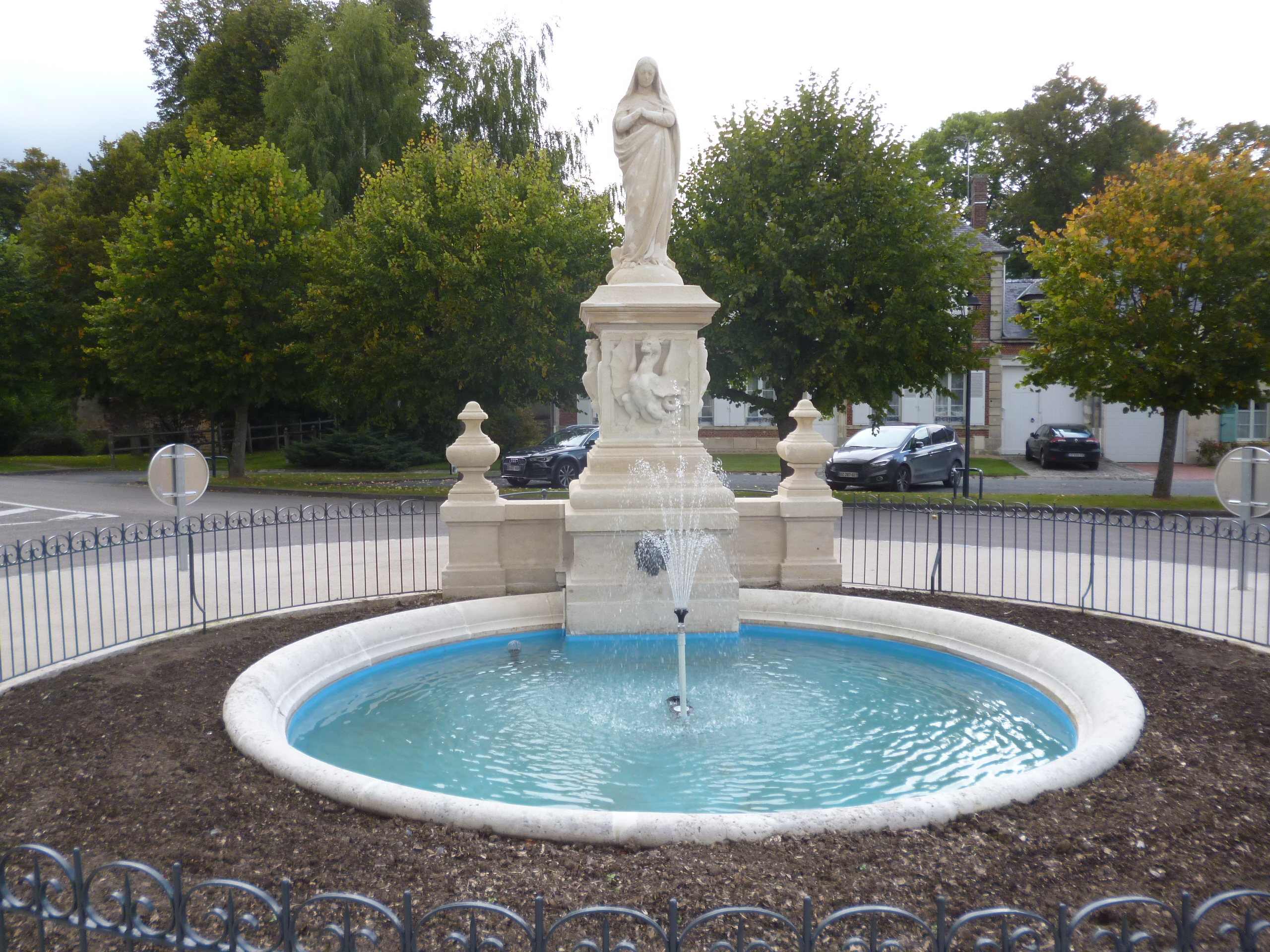
Fontaine de la Madone.
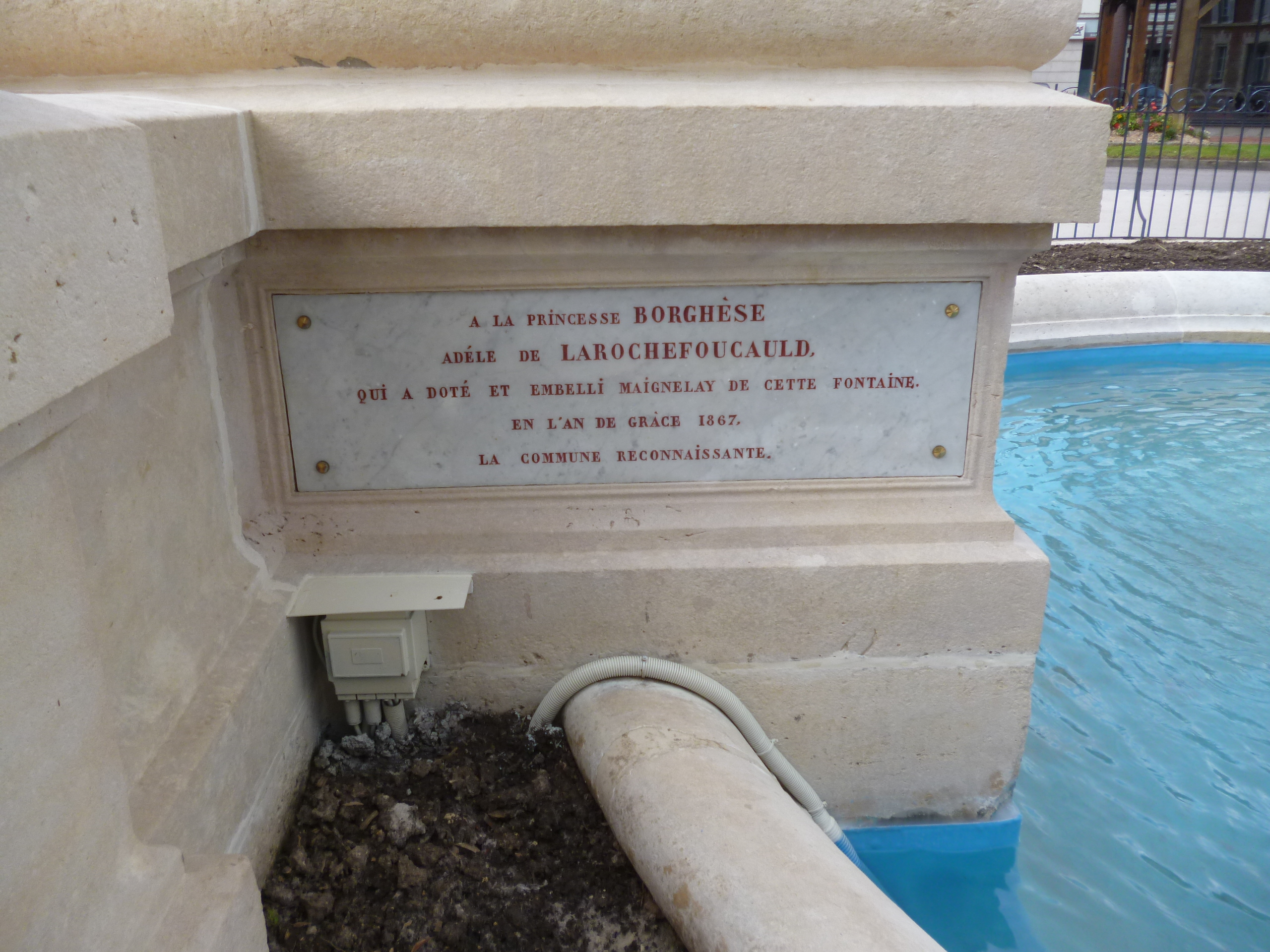
Plaque de la fontaine.
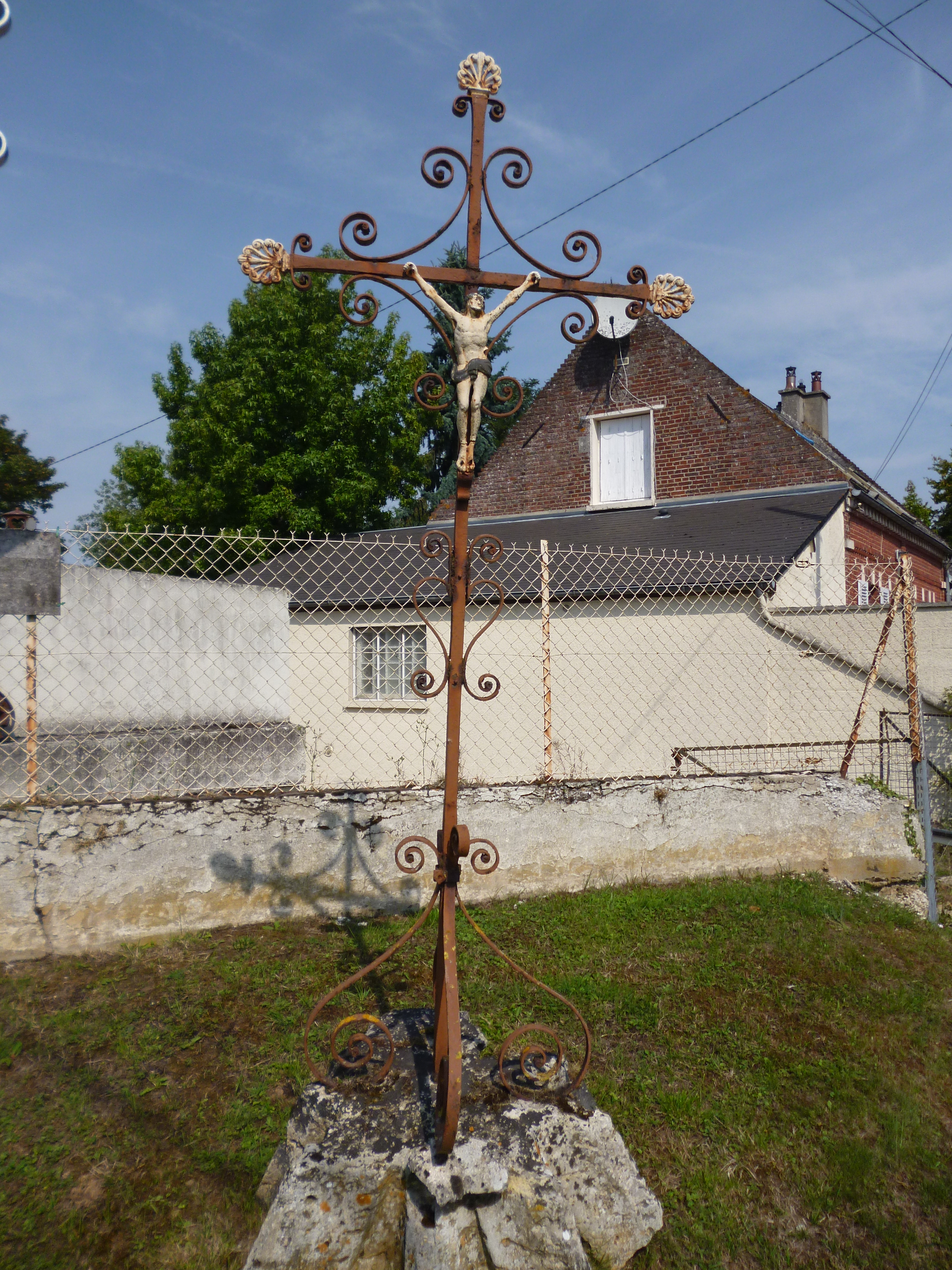
Calvaire situé à l'intersection de la D 47 et de la D 90.
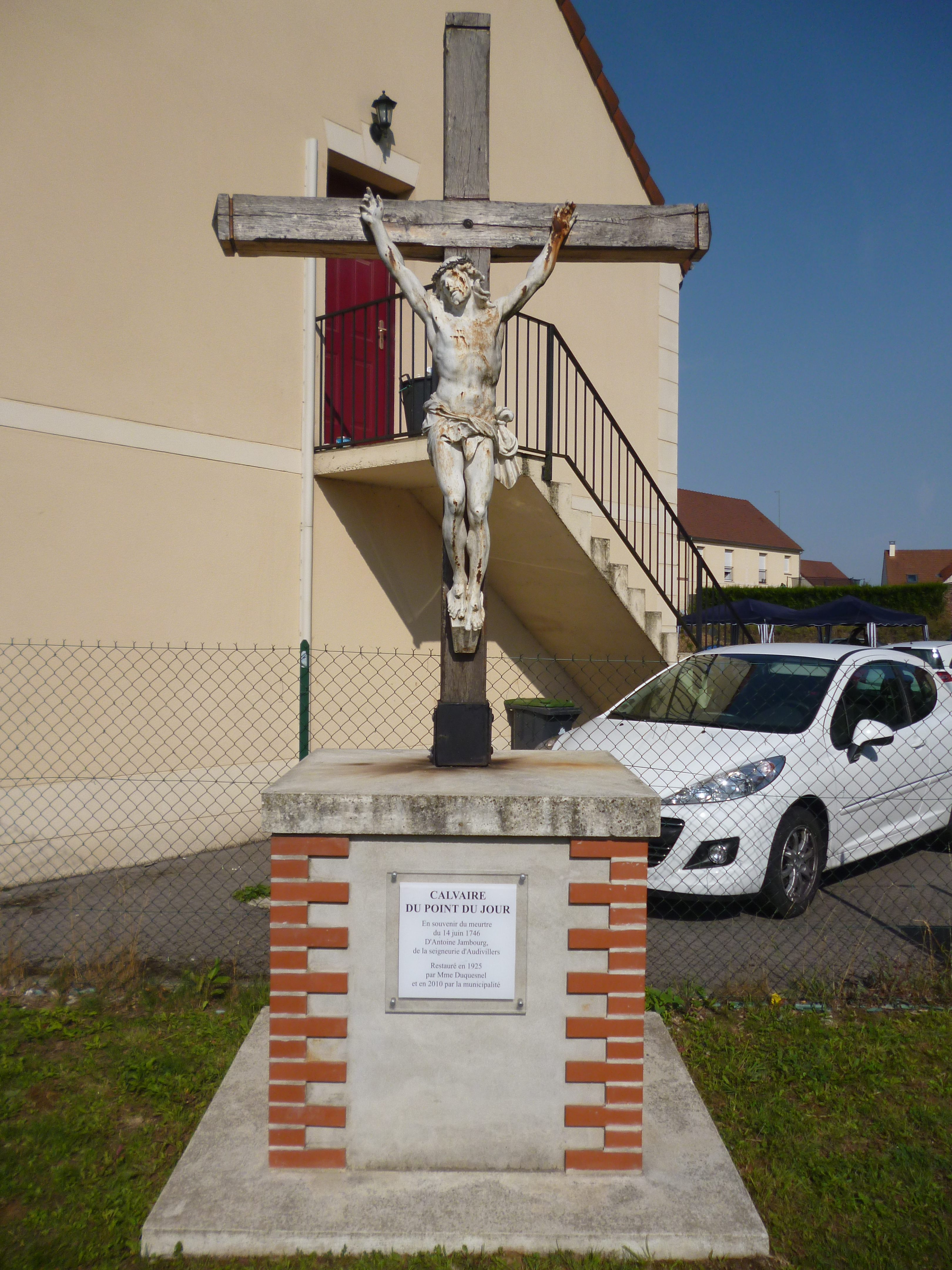
Calvaire dit du Point du Jour.
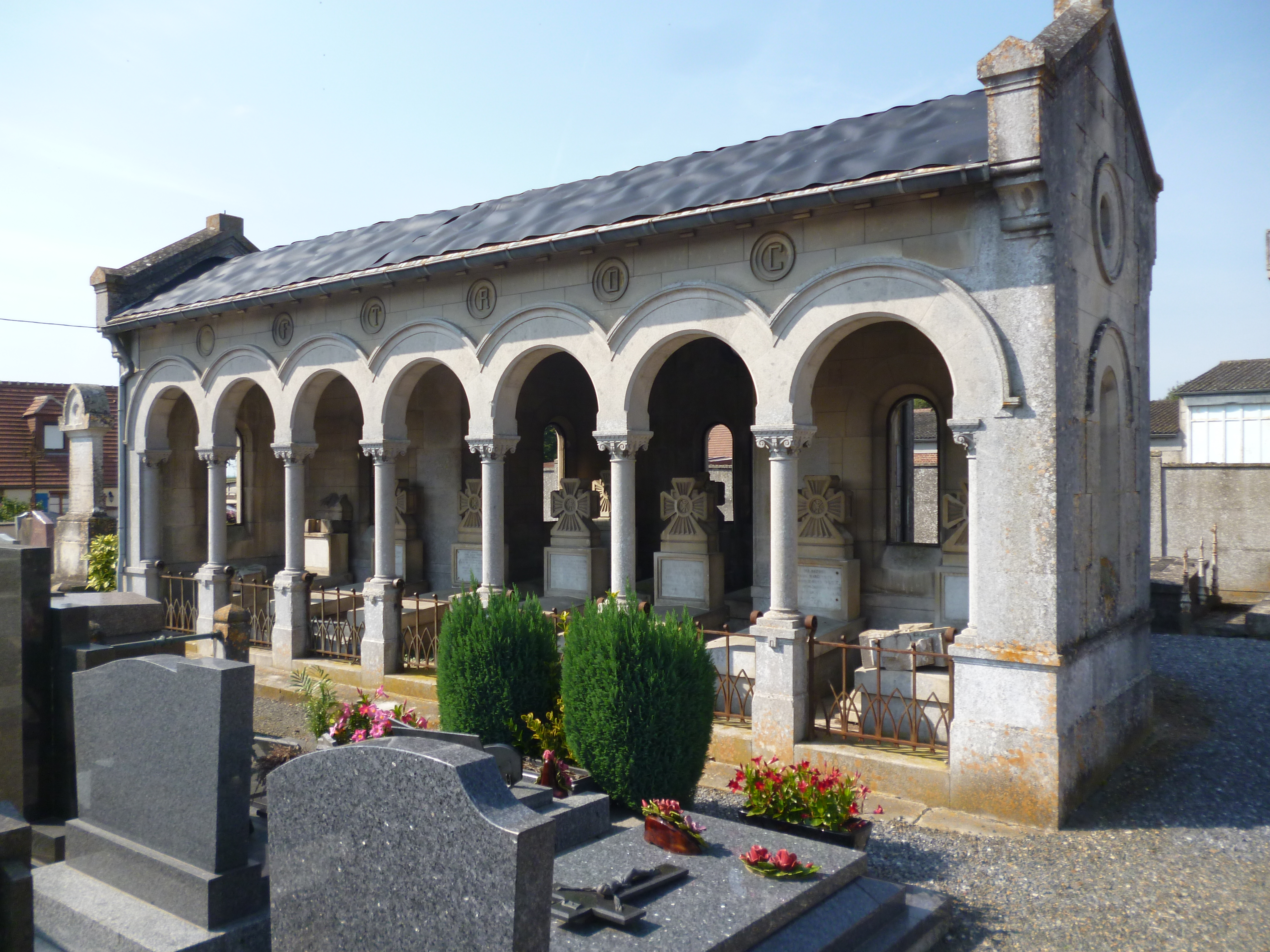
Cimetière.

### Personnalités liées à la commune
- Alexandre-François de La Rochefoucauld (1767-1841), propriétaire du château, qui avait fait construire une halle servant de mairie, l'actuelle bibliothèque, qui porte le nom de sa fille Adélaïde de La Rochefoucauld, princesse Borghèse (1793-1877), bienfaitrice de la commune et qui a donné un grand éclat à Maignelay en invitant au chateau de nombreuses personnalités[80].

Maignelay-Montigny « terre d'artistes » s'honore d'avoir donné naissance ou d'avoir inspiré quatre peintres et un céramiste devenus célèbres, à savoir :
- Maurice Boitel (1919-2007), peintre, l'un des principaux représentants de l'École de Paris. Sa famille est originaire de Maignelay où ses grands-parents, sa tante, son oncle et ses cousins sont enterrés. Le nom de son oncle Michel Boitel est inscrit sur le monument aux morts de Maignelay. Pensionnaire de la villa Abd-el-Tif à Alger, Maurice Boitel a reçu plusieurs prix de l'Institut et des rétrospectives de son œuvre ont été  réalisées au Musée d'art moderne de la ville de Paris et au grand Palais de Paris. Ses œuvres ont été vendues en France et à l'étranger, surtout en Suisse, aux États-Unis, au Japon et au Vénézuéla. Parmi ses œuvres locales : de nombreuses toiles de la ville d'Amiens et le porche de l'église Ste Marie-Madeleine de Maignelay. Le conseil de Paris, à l'unanimité, a donné le nom de promenade Maurice Boitel, peintre (1919-2007), à l'une des principales voies de la capitale en 2013 et plusieurs autres communes ont donné son nom à des rues ou à des espaces publics.
- Le scénariste et réalisateur Serge Bourguignon est natif de Maignelay.

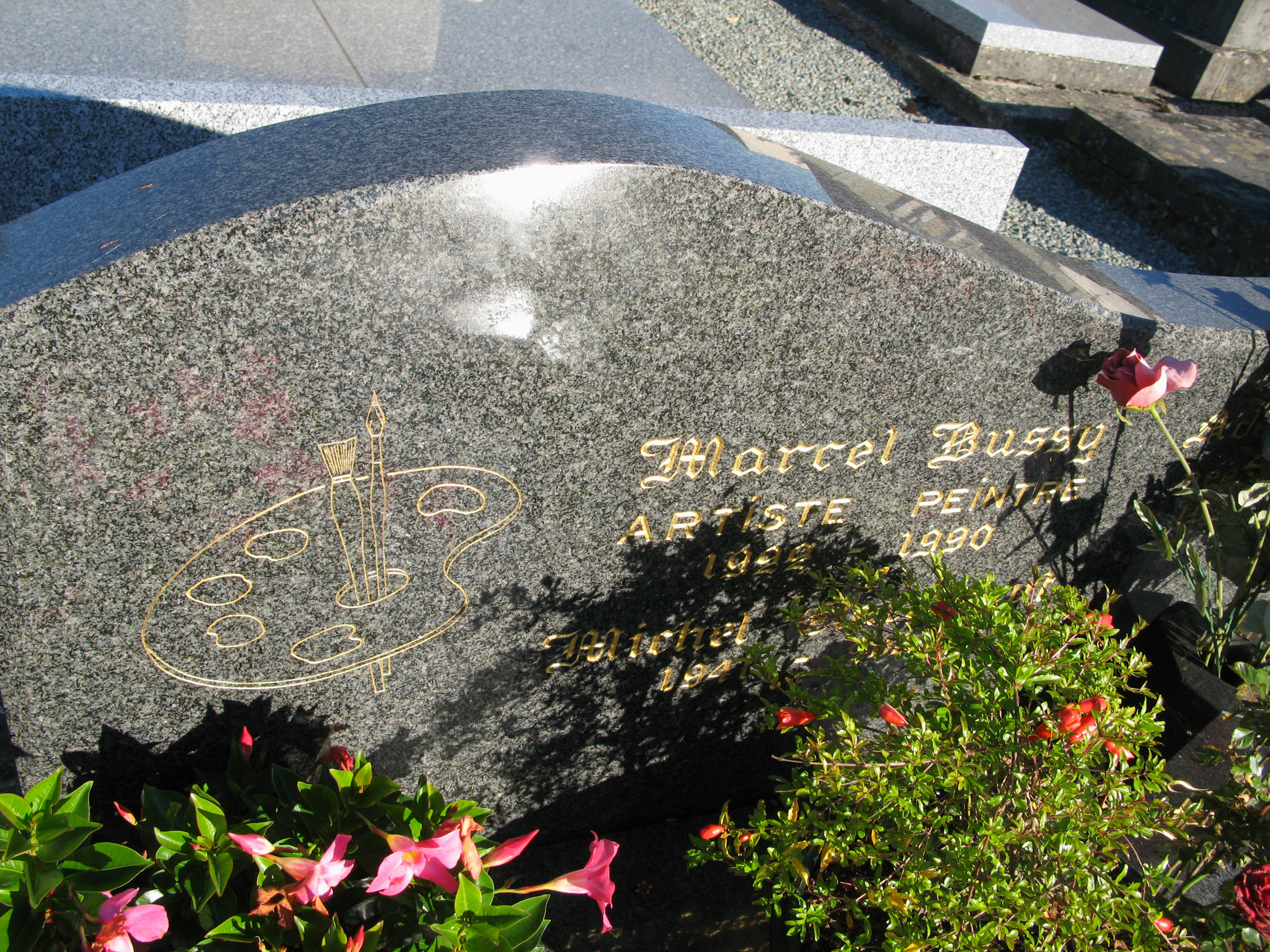
Tombe de Marcel Bussy, à Maignelay.

- Marcel Bussy (1922-1990), est né et a été enterré à Maignelay. Attiré très jeune par le dessin et la peinture, il devient élève d'Henri Taurel. Lauréat de l'Académie des Arts d'Amiens, il a exposé dans de nombreuses galeries de France et de l'étranger[réf. nécessaire].
- Maurice Dhomme (1882-1975), céramiste, est né et a été enterré à Maignelay. Il s'orienta jeune vers le travail de la faïence, depuis l'école de poterie de Lachapelle-aux-Pots, puis exposa dès 1905 au Salon des Artistes décorateurs des faïences et des grès. Il deviendra célèbre après la Première Guerre mondiale en décorant de nombreux monuments et églises reconstruits des régions dévastées. Grand prix à l'Exposition internationale des Arts décoratifs de 1925, il a souvent exposé au Salon d'automne à Paris. Son fils Sylvain Dhomme est un cinéaste et metteur en scène connu, ancien assistant d'Orson Welles. Maurice Dhomme repose, avec ses parents, dans le cimetière.

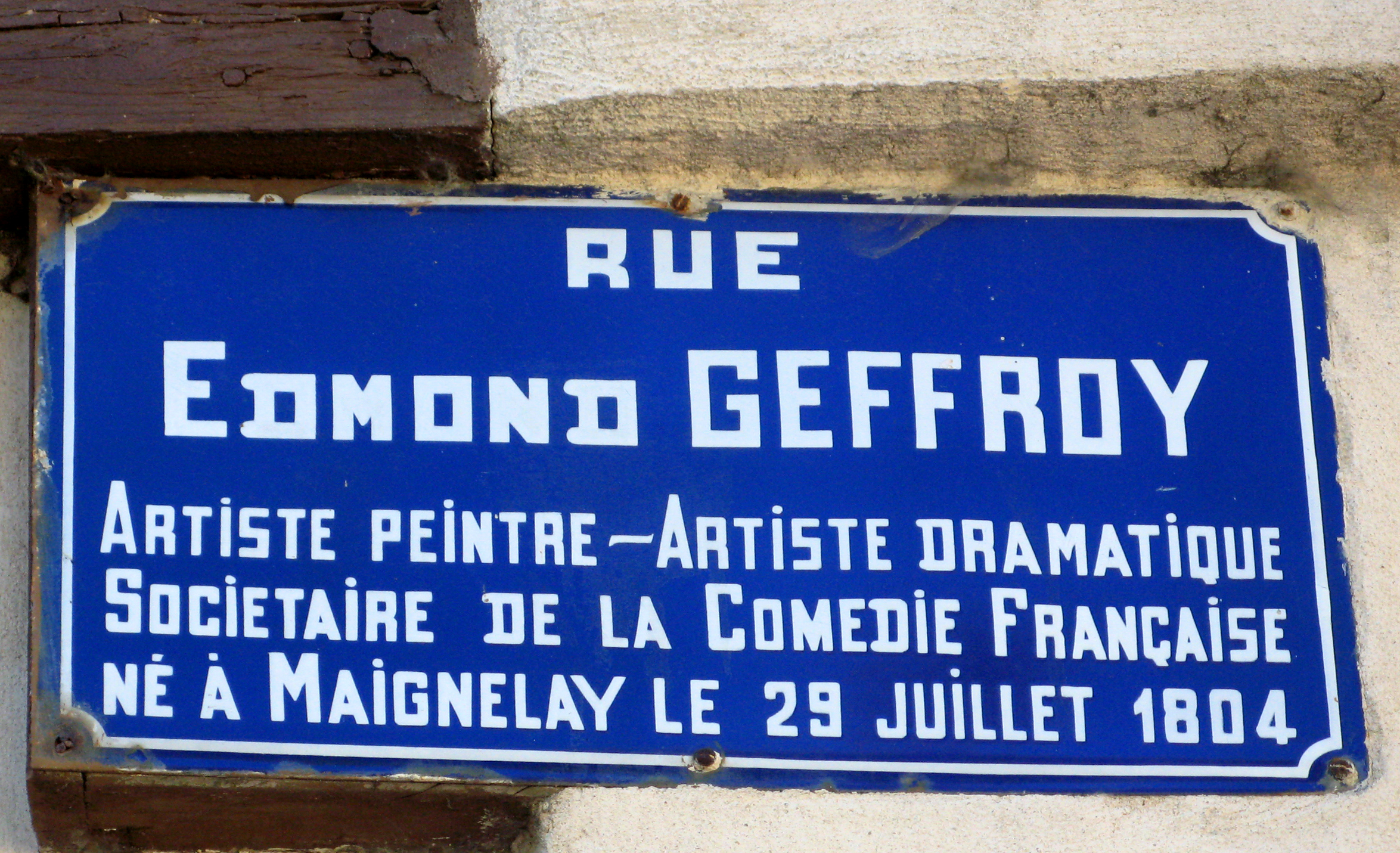
Plaque de rue en l'honneur d'Edmond Geffroy, à Maignelay.

- Edmond Geffroy (1804-1895), né à Maignelay deviendra d'abord un grand acteur de théâtre, créateur de « Chatterton » d'Alfred de Vigny, avant de devenir Doyen des sociétaires de la Comédie-Française. Il sera également un très bon peintre de l'histoire du Théâtre français, dont huit grands tableaux sont conservés au foyer de la Comédie-Française. Décédé à Saint-Pierre-lès-Nemours, une exposition rétrospective de ses œuvres a eu lieu à Maignelay et à Beauvais et un catalogue a été publié par le Musée départemental de l'Oise en 1995. Sa famille repose dans le cimetière.
- Henri Taurel (1843-1927), est né et a vécu jusqu'à sa mort à Maignelay. Artiste peintre, il devient professeur de dessin.

### Héraldique
| Blason de Maignelay-Montigny | Blason  | Accolés : 1) de gueules à la bande d'or, 2) d'argent aux trois lionceaux de sable lampassé de gueules et couronné d'or. |
| Blason de Maignelay-Montigny | Détails | Le statut officiel du blason reste à déterminer.                                                                        |

### La Société historique
La Société historique de Maignelay-Montigny et des environs a été créée en 1991 par une trentaine de passionnés d'histoire locale et elle comprend, selon les années de 60 à 80 sociétaires ou membres associés français ou étrangers, dont quelques correspondants/historiens des États-Unis, du Canada, d'Allemagne, de Suisse et de  Belgique.
Elle entretient des relations suivies, au sein du « Collectif Mémoires d'ici »  avec les sociétés historiques de Breteuil et de Saint Just pour la réalisation de publications conjointes, mais également avec les sociétés de Clermont, Saint-Martin-aux-Bois, Ravenel... et aussi avec celles de Noyon, Compiègne, Verneuil-en-Halatte, Montdidier... Toute personne intéressée ou curieuse de ses travaux ou de ses publications peut la rejoindre ou la contacter.
La société historique a publié depuis 1991 un grand nombre d'articles, d'études et de communications contenus dans une vingtaine de Bulletins annuels ou de numéros spéciaux.

## Pour approfondir